# Продаж картин з колекції Ермітажу

«Мадонна Альба» Рафаеля була придбана для Ермітажу Миколою I у 1836 році. У 1931 році радянська влада продала картину Ендрю Меллону за $1,166,400, що на той час становило найбільшу суму, коли-небудь заплачену за картину.

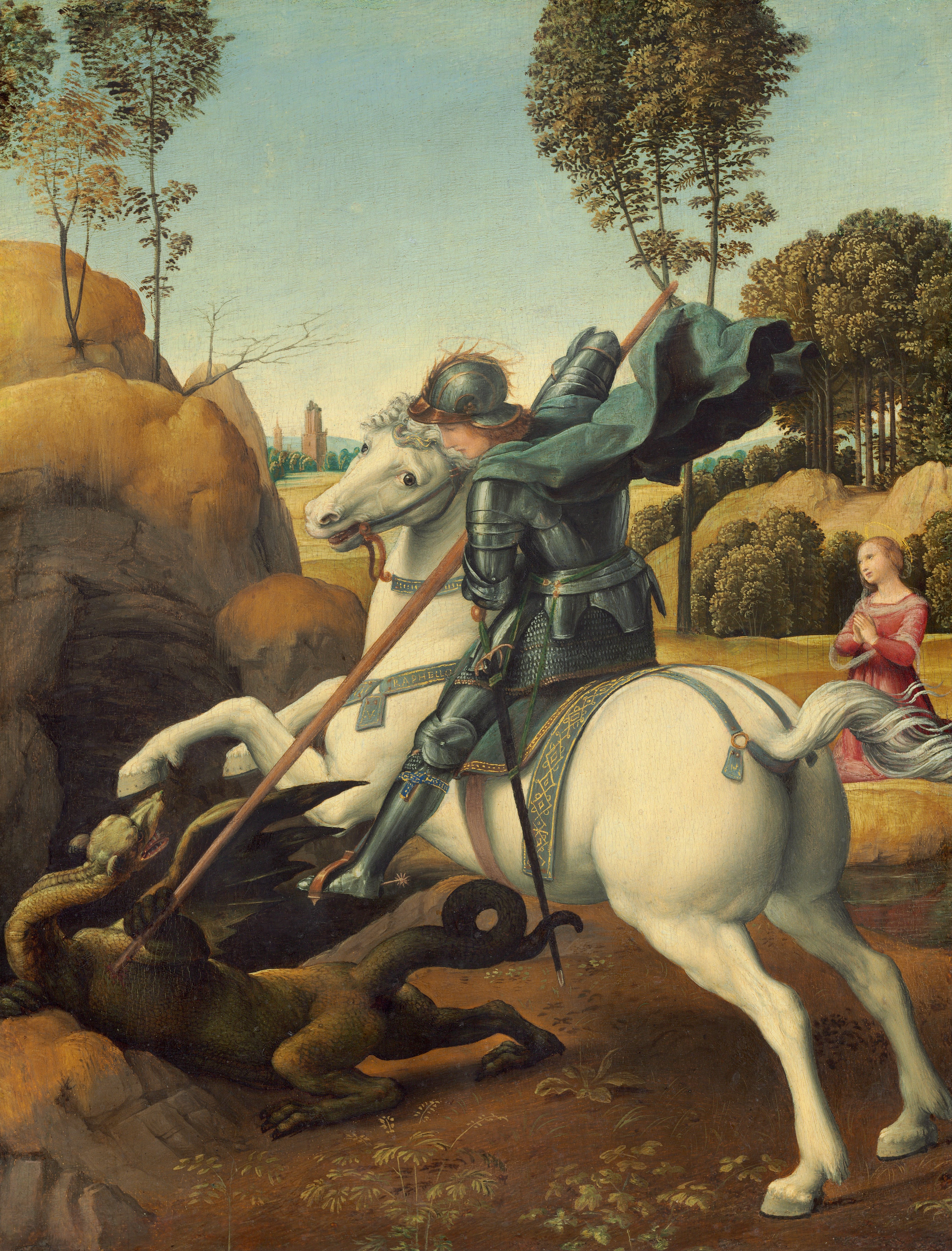
«Святий Георгій і дракон» Рафаеля був придбаний для Ермітажу Катериною II у 1772 році, і пізніше знаходився в галереї портретів генералів, що розбили Наполеона. Продана Андрю Меллону у 1931 році

Продаж картин з колекції Ермітажу — розпродаж полотен з колекції Ермітажу урядом Радянської Росії у 1929—1934 роках.
Всього з фондів та експозиції було відібрано для продажу 2880 картин, 350 з яких були творами значної художньої цінності, 59 — шедеври світового значення. Невелика частина з них не знайшла покупця і повернулася назад, проте 48 відомих шедеврів назавжди покинули Росію — включаючи роботи таких майстрів, як Ян ван Ейк, Тіциан, Рембрандт та Рафаель. Деякі з цих полотен перебували в зібранні ще з часів його заснування Катериною Другою. Також була продана частина колекції нідерландського і фламандського живопису, зібрана і заповідана музею П. П. Семеновим-Тян-Шанським, а також частина інших зібрань, які були передані Ермітажу в пізній період (наприклад, Строганова).
Крім того, з Ермітажу розпродавалося художнє срібло, бронза, нумізматичні колекції, візантійські емалі.
Співробітниками Ермітажу і вітчизняними вченими в момент вилучення експонатів з Ермітажу, а також широкими колами громадськості — після оприлюднення у 1990-і роки інформації про масштаби втрат, даний розпродаж національного надбання та культурної спадщини розцінюється як «трагедія і катастрофа», «божевілля», «непродумана, часто невміла, навіть безглузда, а тому й прикра за своїми результатами діяльність».

## Обставини продажу

### Підготовка
В кінці 1920-х рр. радянський уряд, відчуваючи брак у валюті для індустріалізації — для оплати зростаючих боргів при покупці техніки та будівництва заводів, вирішив поповнити бюджет розпродажем музейних колекцій. До цього на Захід продавали націоналізовані твори мистецтва, які здебільшого були не дуже знаменитими — це був рядовий антикваріат, але нарешті було прийнято рішення розпродати речі з музейних колекцій. Для цього в лютому 1928 р. Ермітажу і Російському музею було запропоновано подати список творів для експорту, вартість яких становила б 2 мільйони рублів. Під егідою Наркомпросу було створено спеціальне агентство «Антикваріат», що відкрилося в Ленінграді і займалося торгівлею. Ермітажу була дана інструкція продати 250 картин принаймні по 5000 за кожну, а також гравюри і предмети скіфського золота.

«Благовіщення» Яна ван Ейка (1434) було придбане для Ермітажу Миколою I у 1850 році. Було продане Ендрю Меллону в червні 1930 за $502,899.

З мемуарів колишнього директора Ермітажу Б. Піотровський:
| Вишукуючи валюту для соціалістичної реконструкції СРСР, уряд на початку 1930 р. розпорядився пустити на продаж частину експонатів музею. Відібрано було 250 картин, вартістю в середньому не нижче 5 тисяч рублів золотом кожна, а також зброя з арсеналу на 500 тисяч рублів, скіфське золото з Особливої комори. На цю ж тему надійшов лист Головнауки про вилучення для розпродажу предметів античного мистецтва, Ренесансу, Готики, в основному виробів із золота, дорогоцінних металів, слонової кістки і т. п. Лист підписав заступник завідувача Головнауки «товариш Вольтер». Спершу таємно, а потім у відкриту, приміщення музею обстежувалися спецбригадами з відбору цінностей «експортного значення»[5]. |
«Відтепер долі музейних зібрань вирішували не досвідчені професіонали-мистецтвознавці, а люди дуже далекі від проблем збереження та вивчення творів мистецтва. Головну роль грали тепер особливий уповноважений Наркомторга і директор-розпорядник «Антикваріату» А. М. Гінзбург, уповноважений по Ленінграду — Простак, по Москві — М.С. Ангарський. А предрік саме такий хід подій Я.Е. Рудзутак».
Старий директор О.Ф. Вальдгауер був зміщений і замінений чиновником Г. В. Лазарісом, який раніше служив у Наркоматі іноземних справ. Вже 10 березня 1928 року працівники Ермітажу здали за описом Ленінградському відділенню Держторгу 376 предметів, оцінених його ж експертами в 718 тисяч рублів. До 26 жовтня було здано 732 предмети на загальну суму 1 мільйон 400 тисяч рублів.
|  | Озброєні тільки однієї наївністю, ми виходимо на велику дорогу з Рембрандтами, Ван Ейками, Ватто і Гудонами. Микола Ільїн, голова правління Всесоюзної державної торговельної контори «Антикваріат» |

З 1 січня по 7 червня 1929 року «Антикваріат» зумів отримати тільки з Ермітажу 1221 предмет для експорту, включаючи живопис і твори декоративно-прикладного мистецтва. Після берлінського і лондонського аукціонів в липні 1929 р., всього за сім тижнів, з того ж Ермітажу отриманий 5521 предмет: за 19 днів червня — 2504 і за липень — 3017, тобто більше, ніж за весь попередній рік. Перед Наркомторгом ставився план отримання певної кількості валюти, і заради цього він спустошував сховища музеїв, одним з найбагатших серед яких виявився Ермітаж.
1 лютого 1930 року директором Ермітажу затвердили Л. Л. Оболенського. Наприкінці вересня 1930 року його змінив Б. В. Легран.

### Гюльбенкян і Меллон

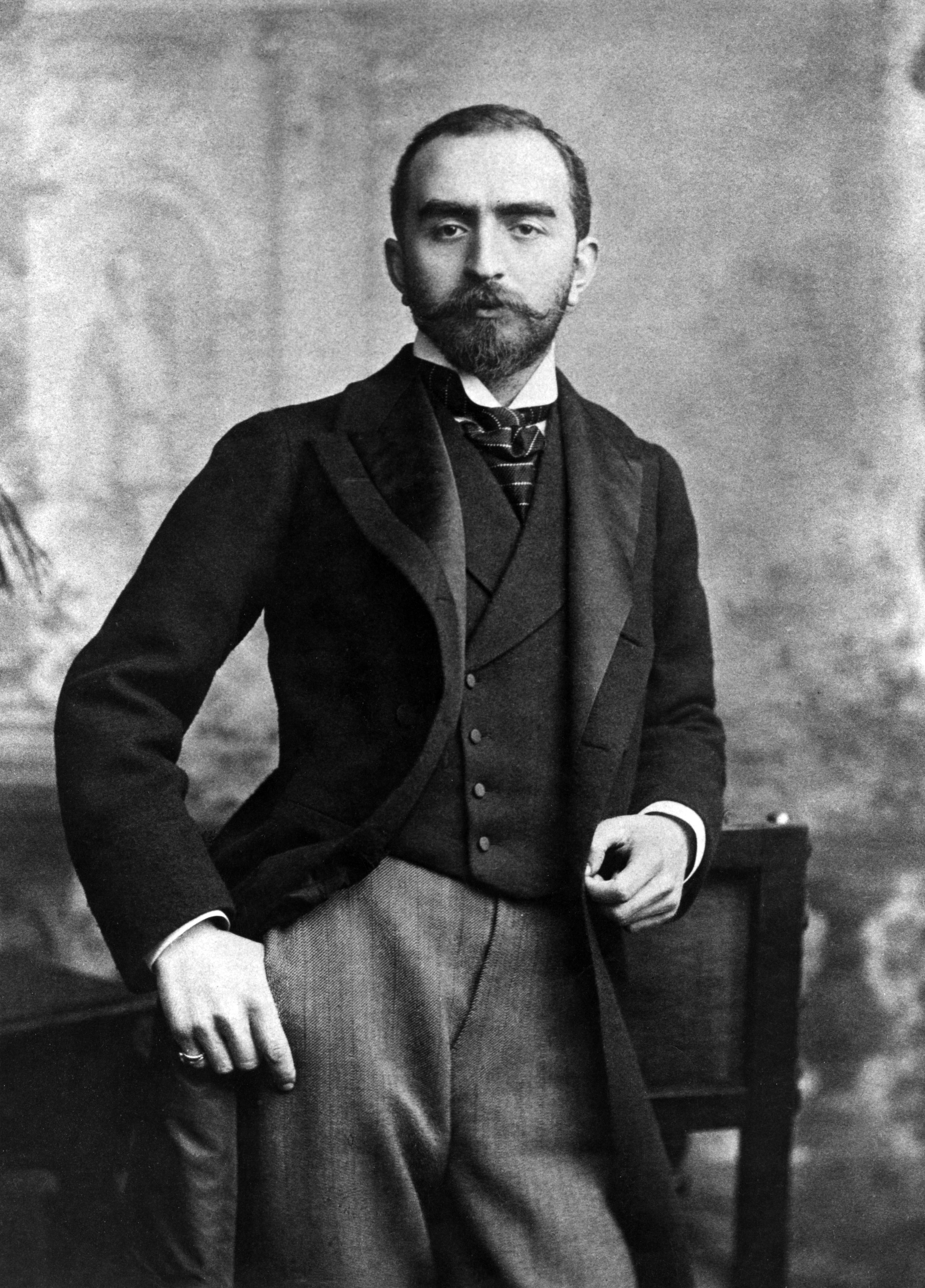
Галуст Гюльбенкян

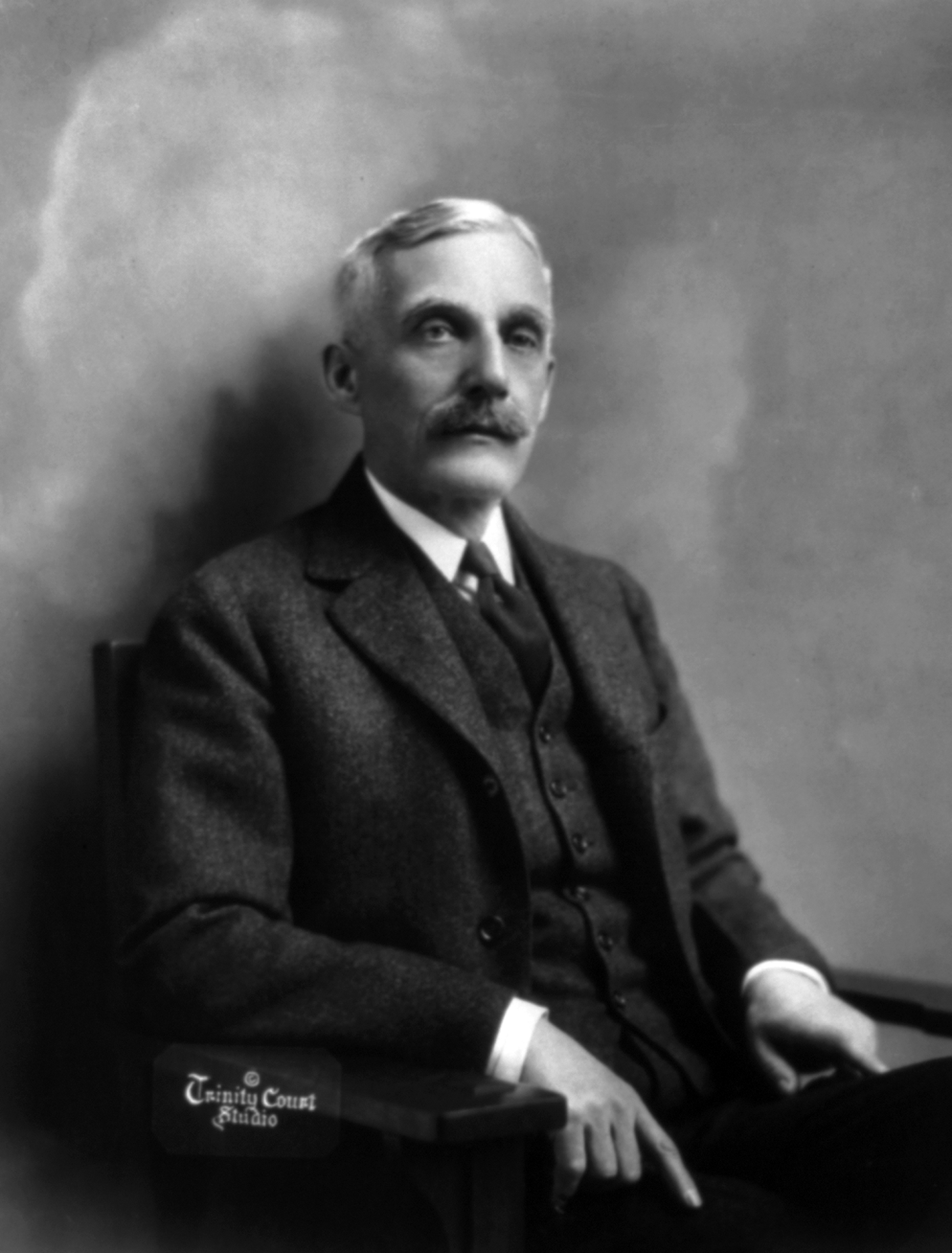
Ендрю Меллон

Продаж полотен першого ряду передбачалася провести таємно, але інформація поширилася між обраними західними торговцями. Першим покупцем шедеврів Ермітажу став Галуст Гюльбенкян, засновник Iraq Petroleum Company, яка торгувала з Радянською Росією нафтою. Ю. Л. П'ятаков, який налагоджував з ним торговельні контакти, з метою встановлення контакту за кілька років до цього запропонував колекціонеру придбати деякі картини. Гюльбенкян з радістю відгукнувся і направив свій список, куди входили «Юдита» Джорджоне, «Повернення блудного сина» Рембрандта і «Персей і Андромеда» Рубенса, але угода не відбулася, і картини залишилися в Ермітажі.
З кінця 1920-х рр. Радянський уряд торгував не найвідомішими речами і творами декоративно-прикладного мистецтва. Але Велика депресія 1930-х рр. знизила інтерес Заходу до інвестицій в мистецтво. Крім того, активна робота «Антикваріату» перенасичувала ринок творами і призвела до демпінгу. Нарешті в 1930 році було прийнято рішення продовжити продаж шедеврів першого ряду, оскільки вони гарантовано знайдуть покупця і будуть продані за гідну ціну, що було необхідно для виконання плану з отримання валюти. Комісари згадали про інтерес Гюльбенкяна. Йому був проданий ряд картин, більшість з яких зараз перебувають у постійній експозиції заснованого його фондом музеї Галуста Гюльбенкяна в Лісабоні.
Продавці лишилися незадоволені результатами угоди з нафтопромисловцем і стали шукати нових покупців. Слід зазначити, що і сам Гюльбенкян не був задоволений діями радянських агентів, яких вважав дурними і непрофесійними, про що свідчить його лист-меморандум. Усього за три угоди він придбав 51 ермітажний експонат всього за 278 900 фунтів. Відповідно до попередньої домовленості Гюльбенкян поступився чотирма з цих картин відомому паризькому антиквару Натану Вільденштайну.
Радянський уряд попросив Френсіса Маттісона, молодого німецького арт-дилера, скласти список картин з російських колекцій, які в жодному разі не можна продавати через їх культурну і художню цінність. Через деякий час Маттісон з подивом побачив деякі з цих полотен в Парижі в зібранні Гюльбенкяна (яке пізніше було ним заповідане лісабонському музею фонду Галуста Гюльбенкяна). Нафтопромисловець запросив його бути своїм агентом при подальших закупівлях, але арт-дилер віддав перевагу створенню консорціуму з лондонською компанією Colnaghi і Knoedler and Co з Нью-Йорка, які викупили в 1930-31 рр. 21 картину, придбані потім Ендрю Меллоном. У наступні роки Маттісон дуже пишався цим маневром, який призвів до появи американської колекції Меллона.
Ендрю Меллон був американським банкіром, міністром фінансів при президентах Гардінзі, Куліджі та Гувері, американським послом у Великій Британії та збирачем живопису. Він вирішив заснувати американську галерею за зразком Національної Галереї в Лондоні. Почувши про розпродаж ермітажних шедеврів в галереї Knoedler and Co, у своїх давніх постачальників, він вхопився за покупку.
|  | Меллон зняв вершки з колекції Ермітажу, яка в той час не мала собі рівних. |

Придбана ним за 9 угод група картин включала «Благовіщення» ван Ейка і «Мадонну Альбу» Рафаеля, причому остання обійшлася в $1166400, що було найбільшою сумою, заплаченою за твір мистецтва до того часу. До кінця 1931 р. він виплатив за всі полотна $6654000. Меллон помер у 1937 р., він заповів картини уряду США, і вони склали ядро колекції Національної галереї мистецтв в Вашингтоні.

### Завершення торгівлі
Співробітникам Ермітажу вдалося відстояти і не віддати на вимогу «Антикваріату» срібну раку Олександра Невського, сасанідське срібло (III—VII ст. н. е.), скіфське золото, «Мадонну Бенуа» Леонардо да Вінчі. 25 квітня 1931 року Політбюро прийняло декрет про створення списку шедеврів, що не підлягають продажу. У 1932 році зі складів «Антикваріату» до Ермітажу повернулися непродані експонати.
Інформація про торгівлю шедеврами залишалася в секреті до 4 листопада 1933 року, коли Нью-Йорк Таймс опублікувала допис про купівлю декількох картин музеєм Метрополітен («Розп'яття» і «Страшний суд» ван Ейка). В 1932 році завдяки листу заступника директора Ермітажу Йосипа Орбелі до Сталіна вдалося втретє відстояти сасанідське срібло.
| Шановний т-ш Орбелі! Лист Ваш від 25/Х отримав. Перевірка показала, що заявки антикваріату не обґрунтовані. У зв'язку з цим відповідна інстанція зобов'язала Наркомзовнішторг і його експортні органи не чіпати Сектор Сходу Ермітажу. Думаю, що можна вважати питання вичерпаним. З глибокою повагою Й. Сталін |

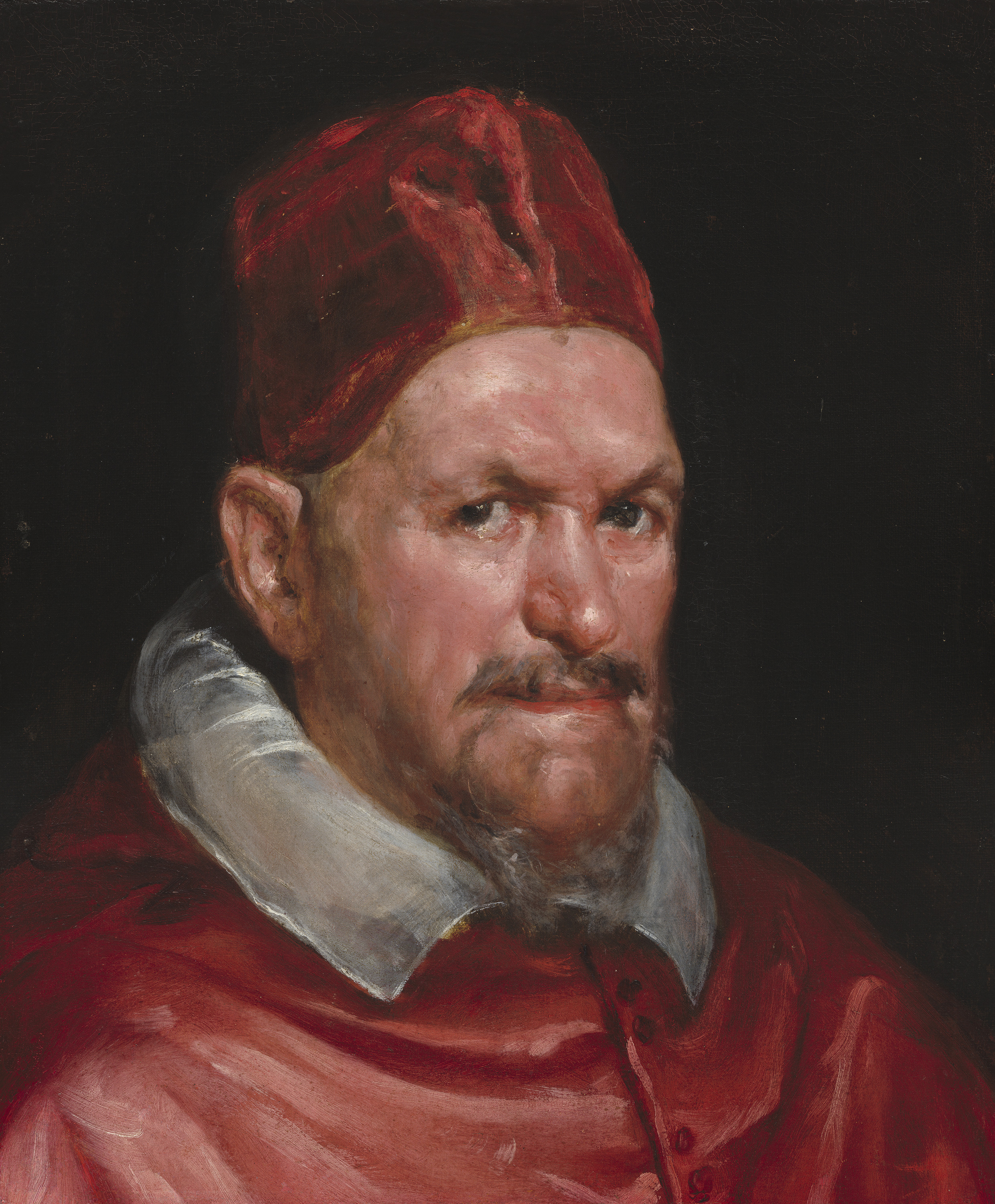
Етюд до портрету папи Іннокентія Х Веласкеса. Теперь — в музеї Метрополітен.

«Оскільки Сталін у відповіді Орбелі торкався тільки предметів Сектора Сходу, всі західноєвропейські експонати, призначені для відправлення до «Антикваріату», були оголошені пов'язаними зі Сходом (наприклад, по зображенню на них східних виробів, зокрема килимів, або ж з інших, дуже віддалених мотивів). Ця хитрість допомогла врятувати їх від експорту».
Стабілізації ситуації також посприяв об'єднаний Пленум ЦК—ЦКК партії, що відбувся в середині січня 1933 року і який оголосив про дострокове завершення п'ятирічки, на яку йшли кошти від продажу експонатів. В довершення фінансової неуспішності «Антикваріату» в 1933 році, прихід нацистів закрив німецький ринок, що був таким зручним для більшовиків. Торговій конторі через свій непрофесіоналізм всі гірше і гірше вдавалося виконувати план з видобутку валюти.

«Сцена на льоду» Аверкампа. Продана невідомому покупцю, з 1967 року — в експозиції в Національної галереї мистецтв у Вашингтоні.

Фінальним акордом стало наступне: 1933 року Т. Л. Лілова, завсектором західноєвропейського мистецтва, також написала листа Сталіну. Він відреагував на нього, доручивши О. І. Стецькому розібратися в ситуації. Стецький усвідомив небезпеку, що загрожує музею і підготував проект рішення Політбюро, затвердженого на засіданні від 15 листопада 1933 року.
| Про Ермітаж. Припинити експорт картин з Ермітажу та інших музеїв без згоди комісії в складі тт. Бубнова, Розенгольца, Стецького і Ворошилова.[8] |
Рішення виявилося остаточним і дійсно повністю припинило практику вилучення музейних цінностей. «Антикваріату» залишилося продавати лише те, що збереглося на його складах. В 1934 році Легран (який, згідно з більшістю версій, був призначений в музей для проведення торгових операцій) був звільнений з посади директора Ермітажу і його місце зайняв Орбелі.
Дохід від усіх цих продажів склав не більше одного відсотка від валового доходу країни, і, по суті, значимого впливу на хід індустріалізації не мав, завдавши при цьому значних збитків національному культурному надбанню країни і міжнародній репутації.

## Хронологія
1928 рік
- Ермітаж і Російський музей складають списки.
- Прийнято рішення про передачу всіх повноважень щодо продажу художніх цінностей через Комісаріат зовнішньої торгівлі і особисто А. І. Мікояна.

4 червня 1929
- На берлінський аукціон Лєпке виставлені «Портрет подружжя» Лоренцо Лотто (не продана), «Покладення в труну» Рубенса (не продана). Продане: «Голова старого» Рембрандта — 138 тисяч марок, «Портрет старого» Иоса ван Клеве — 100 тисяч, «Портрет Фрідріха Мудрого» Кранаха Мол. — 28, 5 тисяч, «Святий Ієронім» Тиціана — 26 тисяч, його ж «Мадонна з немовлям» — за 25 тисяч. Приблизно такою ж — від 16 до 25 тисяч — була кінцева ціна полотен Мороні, Кантаріні, Бордоне, Бассано, Робера, Каналетто, Берне[4]

Літо 1929
- З Ермітажу вилучені «Купальниці» Ланкре і «Отара біля струмка» Венікса, «Браво» Беккера і «Напередодні свята в Римі» Ахенбаха, «Кінь, що скаче» і «Тайна вечеря» Ван Дейка, «Вознесіння Марії» Рубенса, «Побиття немовлят» Джорджоне, «Портрет дожа» Тінторетто, «Вид Палаццо дожей» і «Палаццо Лабіа» Каналетто, роботи Віже-Лебрен, Лампі, Берне, Грьоза, Паніні, ван Ховена, Лоррена і багатьох інших.

Квітень 1929
- Гюльбенкян купує «Благовіщення» Дірка Боутса (54 тисячі фунтів) — картина не з запасників, а з основної експозиції, і єдиний «Боутс» Ермітажу.
- Він же купує дві картини Юбера Робера, на них зображені сцени приведення до ладу Версальського парку, що постраждав від урагану.
- 24 предмета французького срібла, виконаних найбільшими французькими майстрами XVIII століття на замовлення російських імператриць Єлизавети Петрівни та Катерини II;
- Стіл-секретер доби Людовіка XVI роботи славетного паризького мебляра Різенера. Всі разом — 54 150 фунтів.

Січень 1930

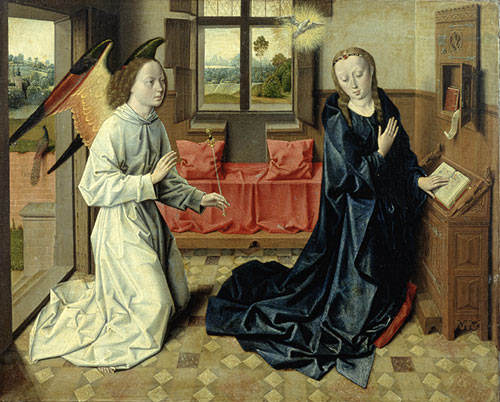

- Рембрандт, «Портрет Тітуса» (придбаний Гюльбенкяном);
- Ватто, «Лютніст» (придбаний Гюльбенкяном, перепроданий музею Метрополітен у 1934);
- Ван Дейк, «Портрет Сюзанни Фоурмент з донькою» (придбаний Меллоном);
- Ван Дейк, «Портрет Філіпа, лорда Вартона» (придбаний Меллоном за 250 тис. фунтів).

Травень 1930

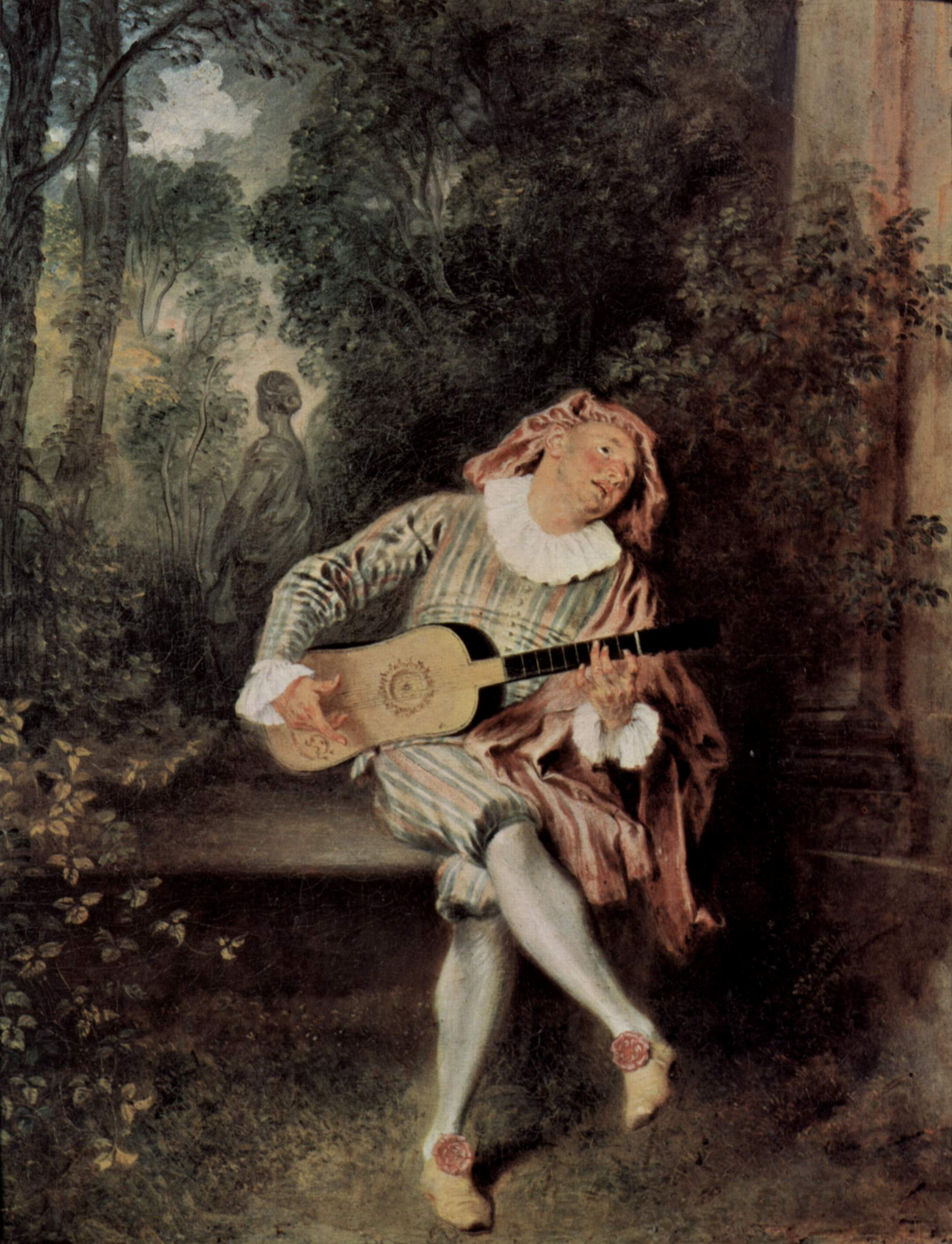

- Нікола Ланкре, «Купальниці» (придбаний Гюльбенкяном, потім перепроданий Джорджу Вілденстейну. Тепер в приватній колекції);
- Рембрандт, «Паллада»;
- Герард Терборх, «Урок музики» (120 тис. за всі картини, включаючи «Лютніста» Ватто);
- Статуя «Діана» Гудона (аналогічно, 20 тис. фунтів);
- Рубенс, «Портрет Хелени Фоурман» (55 тис. фунтів);
- 15 виробів зі срібла (100 тис. фунтів) — все придбане Гюльбенкяном.

Червень-липень 1930

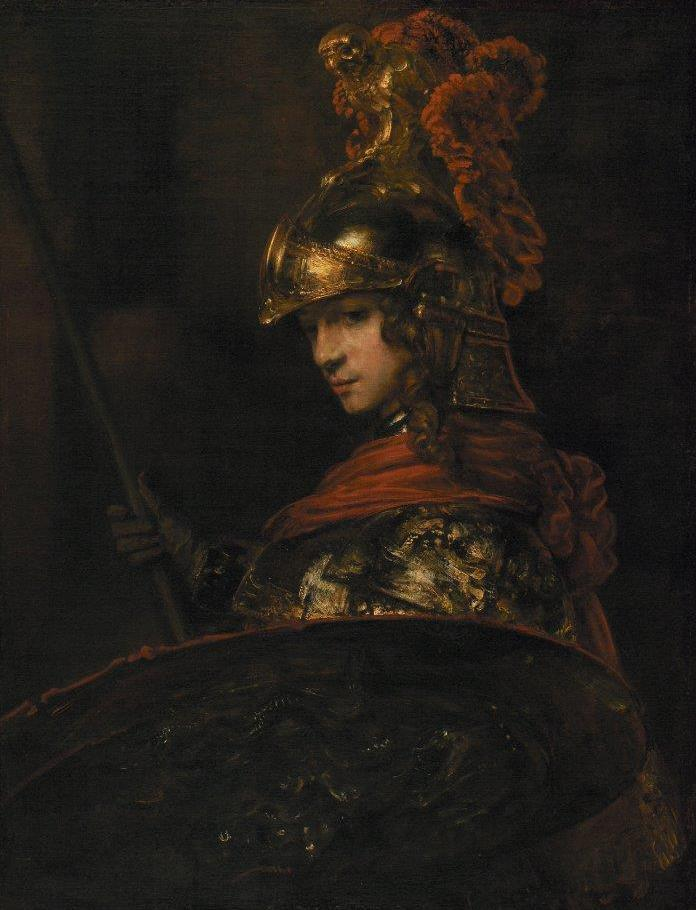
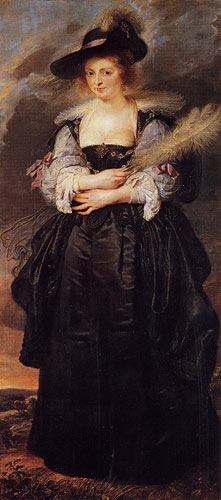

- Ян Ван Ейк, «Благовіщення» (придбаний Меллоном за $ 502 899);
- Ван Дейк, «Портрет Ізабелли Брандт» (придбаний Меллоном за $ 223 000).

Жовтень-листопад 1930

- Рембрандт, «Портрет старого» (придбаний Гюльбенкяном за 30 000 фунтів, його остання покупка);
- Adriaen Hanneman, «Портрет Генріха, герцога Глочестерського» (придбаний Меллоном);
- Веронезе, «Виявлення Мойсея» (придбаний Меллоном).

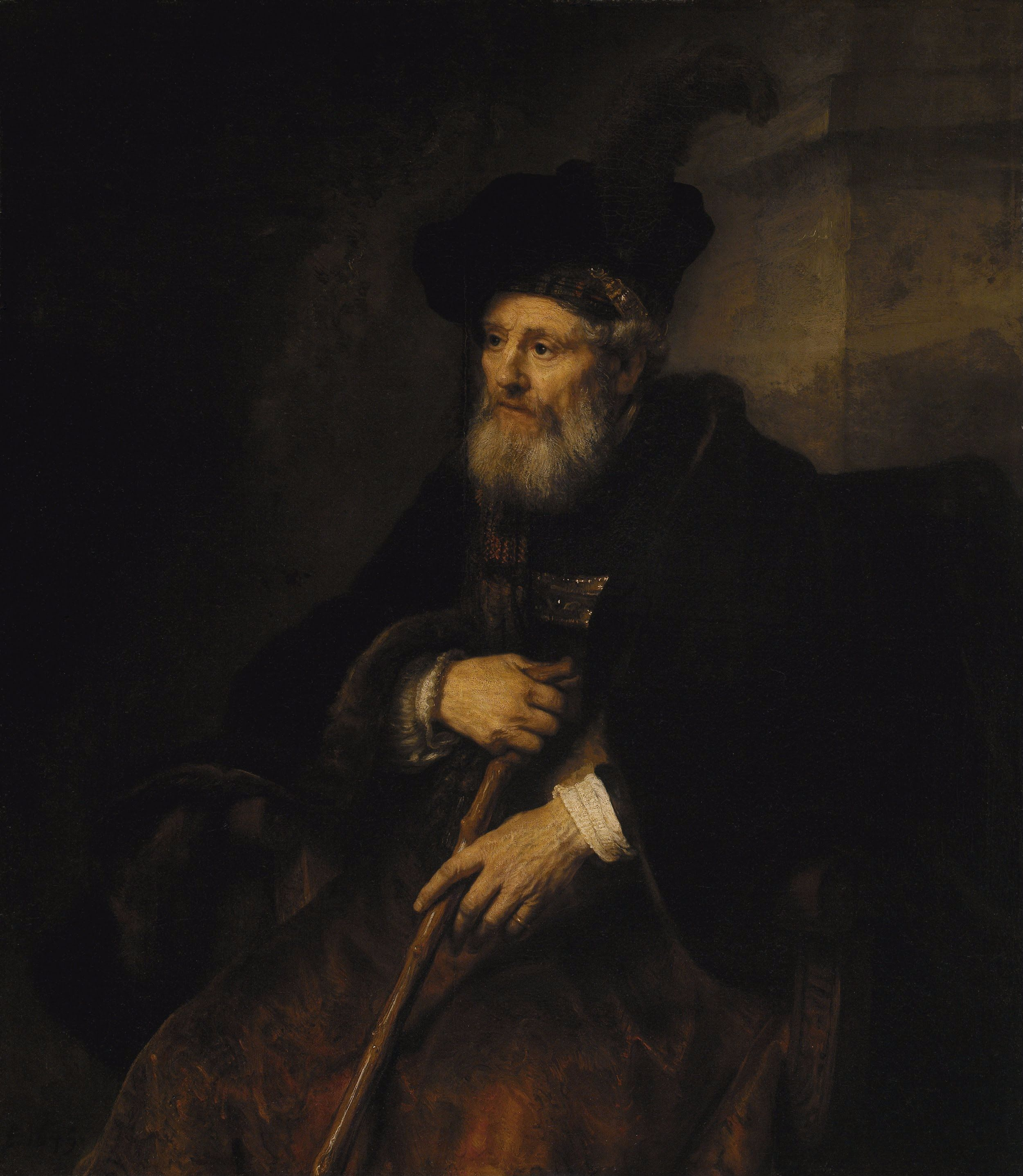
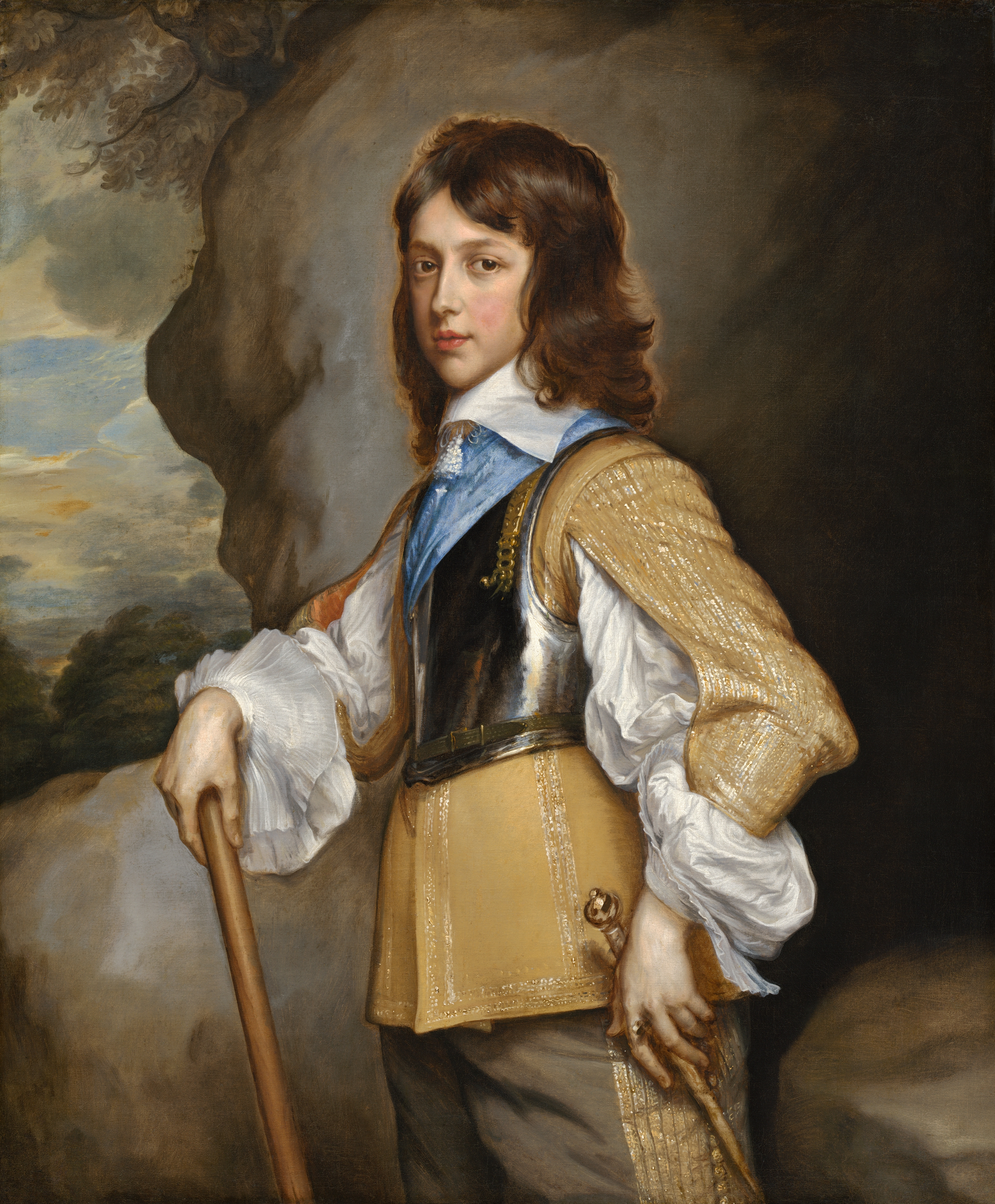
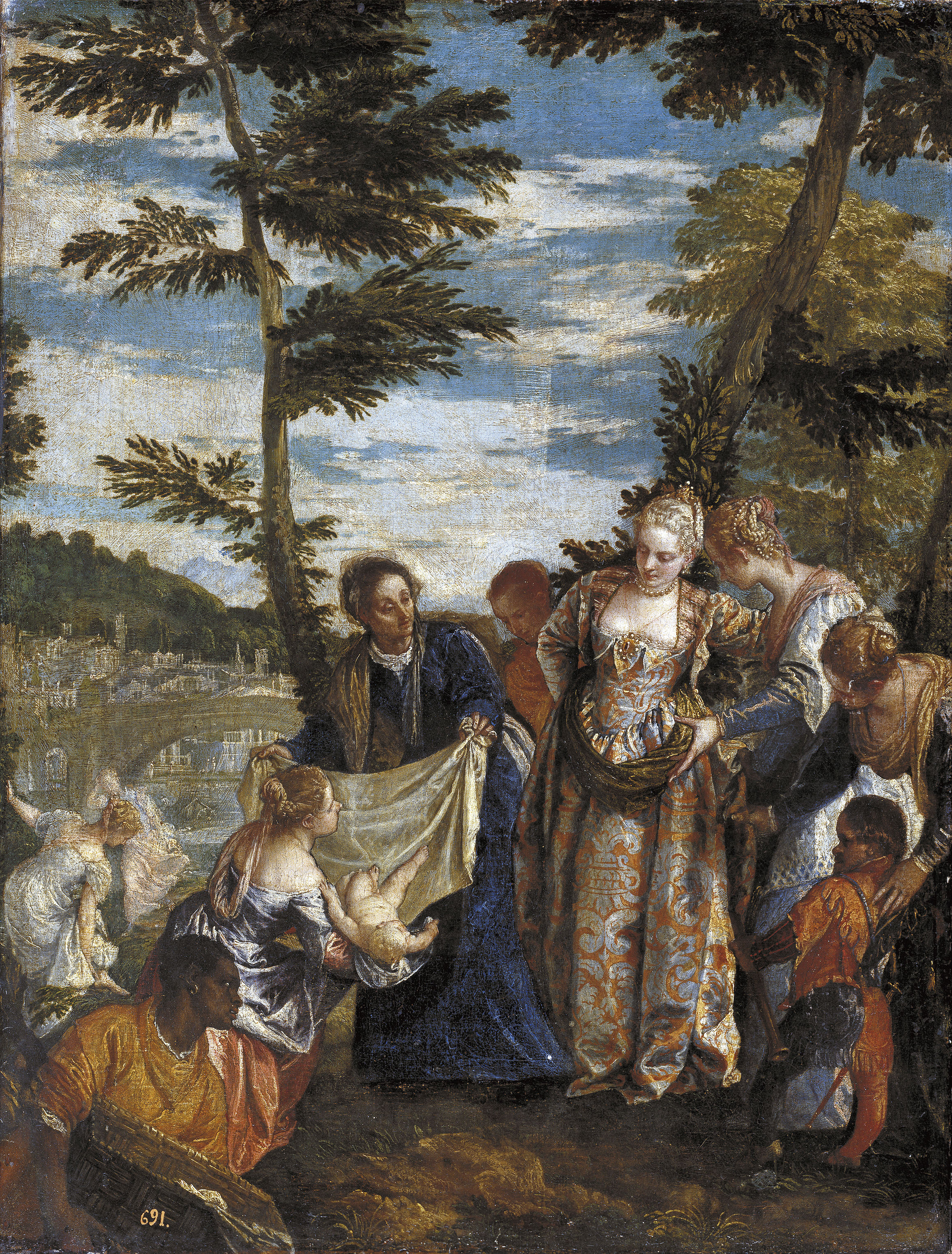

- Також з дублетного фонду відділу нумізматики Ермітажу виділено 347 золотих і 17 платинових монет, надали для експорту кірасу і шолом, повний комплект лицарських обладунків роботи німецьких зброярів XVI століття, півтори сотні гравюр і велику партію порцеляни, яка не представляла цінності для музею (парадні сервізи «Паризький», «Орловський», «Малтиковський»), картини Ю. Робера, А. Ватто, Ж. Б. Грьоза, Л. Лагрене, Ф. Лемуана, Ж. Лоррена, Ф. Ван Міріса, Ґ. Беркгейде, А. Ван Остаде, Г. Ван Гонгорста, М. Ван Хемскерке, а також інших відомих і маловідомих живописців XVII–XVIII століть.

Січень 1931
- Рембрандт, «Йосип, звинувачуваний дружиною Потіфара» (придбана Меллоном, сьогодні атрибутована як робота майстерні).

Лютий 1931

- Франс Галс, «Портрет молодої людини»;
- Рембрандт, «Дівчинка з віничком» (сьогодні атрибутована як робота майстерні);
- Рембрандт, «Портрет польського дворянина»;
- Рафаель, «Святий Георгій і дракон»
- Веласкес, «Портрет папи Інокентія X» (етюд, нью-йоркська версія);
- Боттічеллі, «Поклоніння Волхвів» ($ 838 000);
- Франс Галс, «Портрет посадовця» (Офіцера);
- Рембрандт, «Жінка з гвоздикою» (сьогодні атрибутована як робота майстерні);
- Шарден, «Картковий будиночок» — всі придбані Меллоном.

Квітень 1931

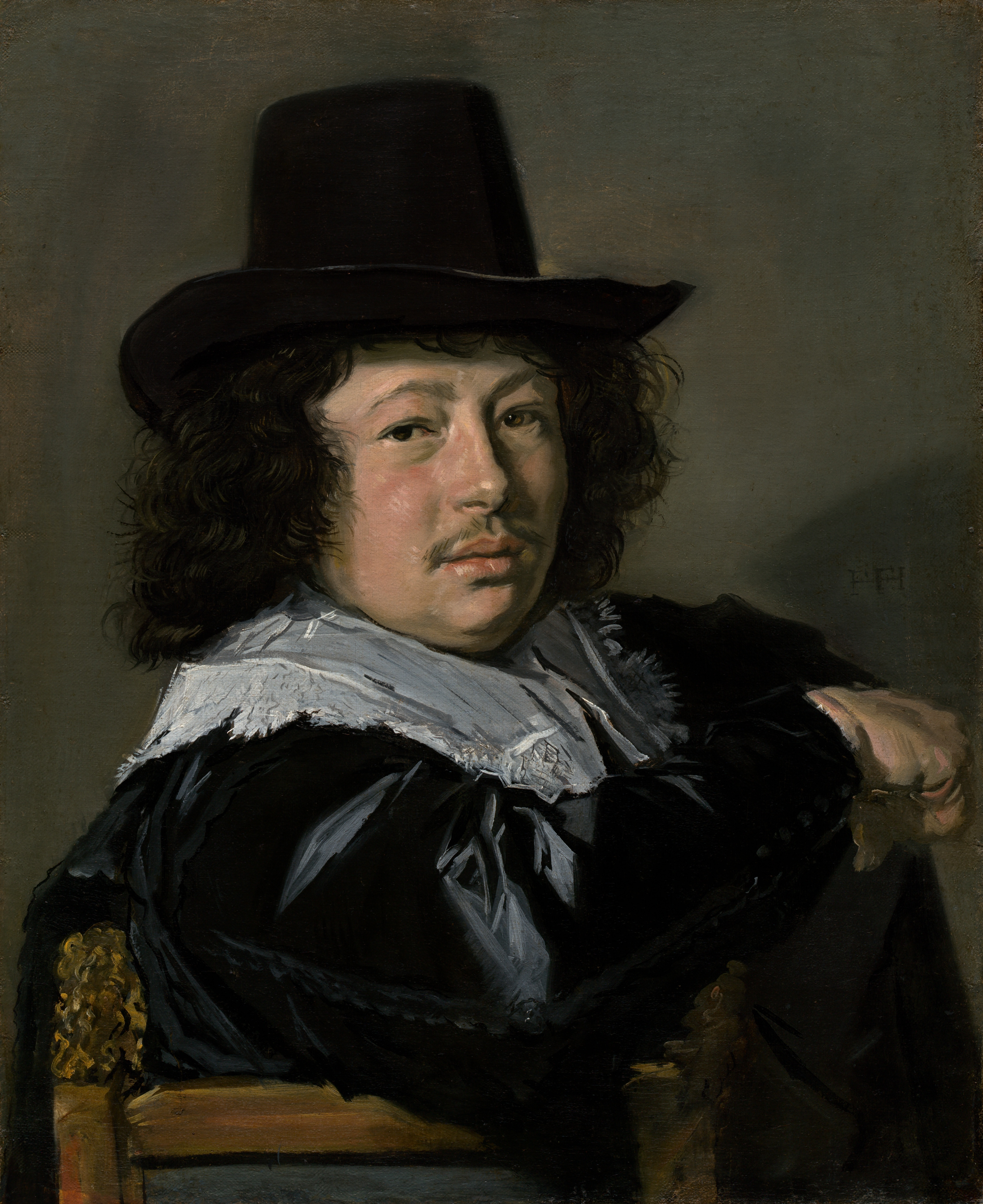
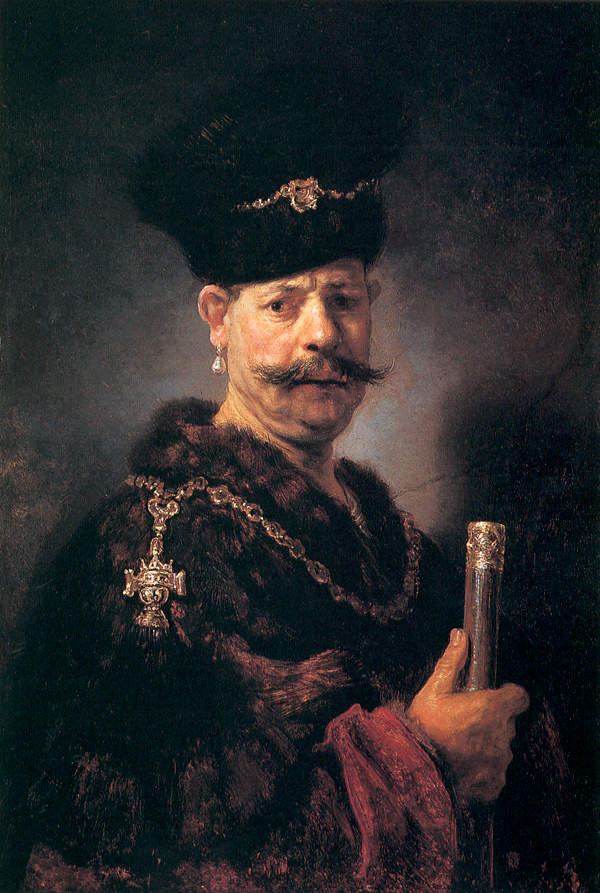
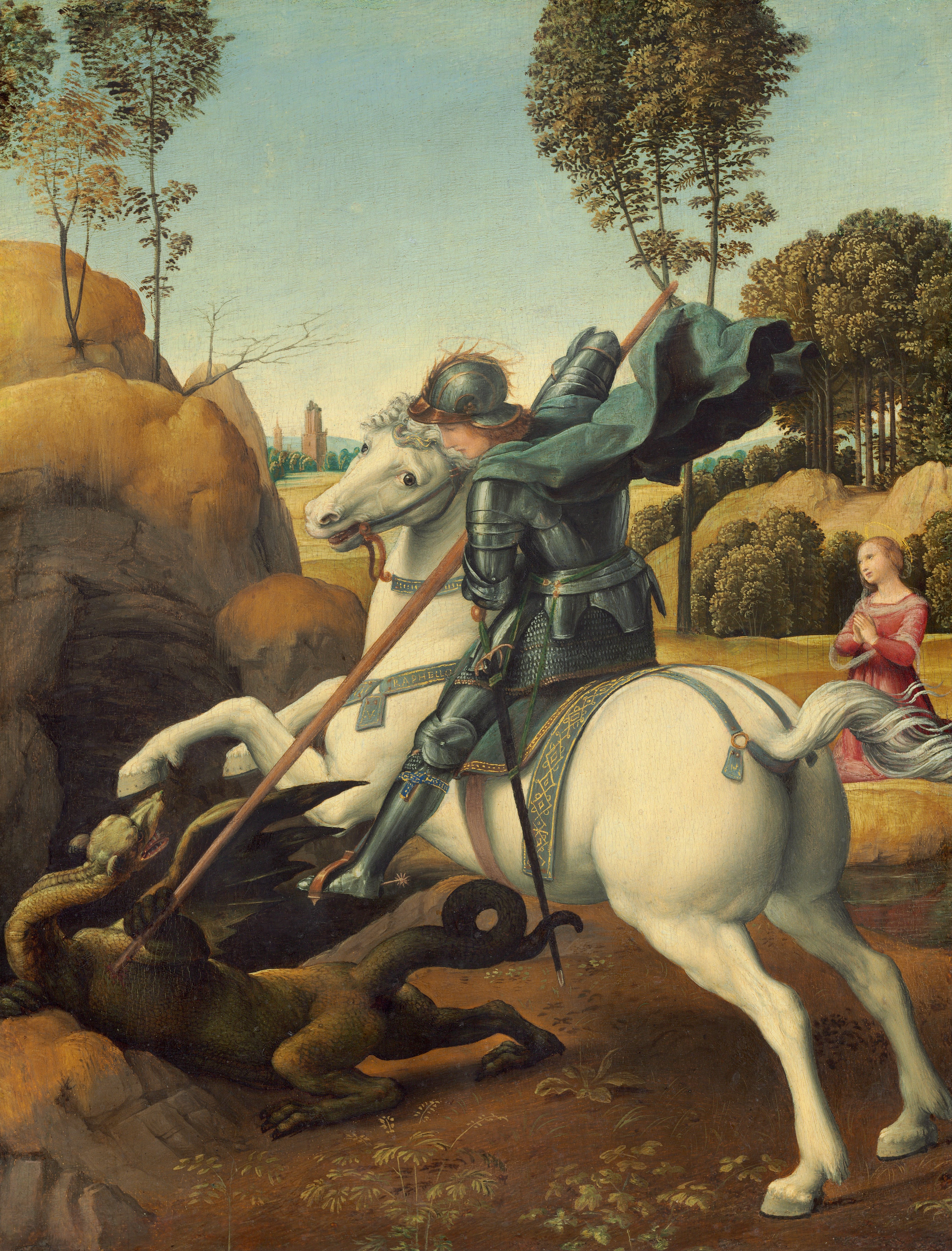
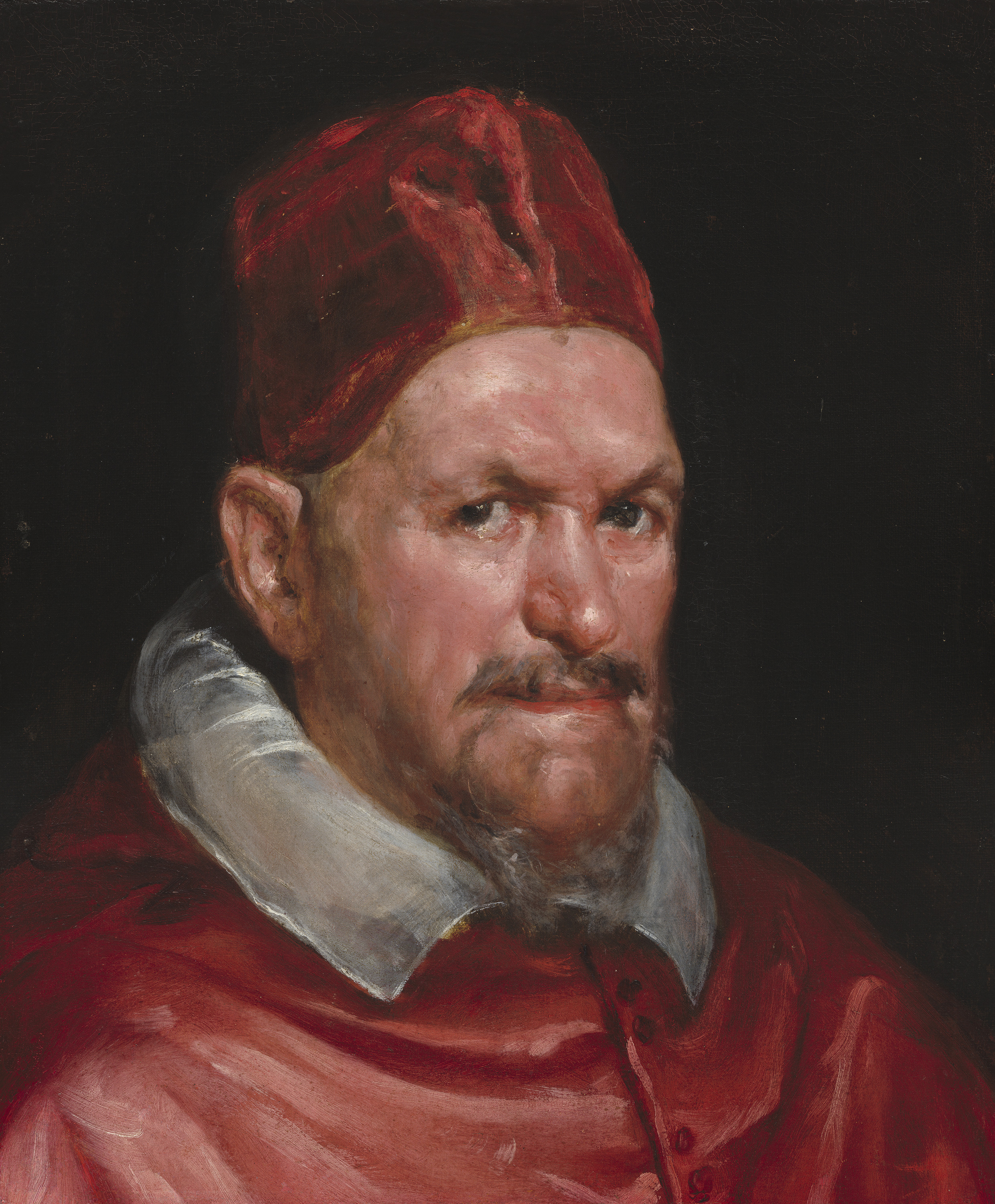
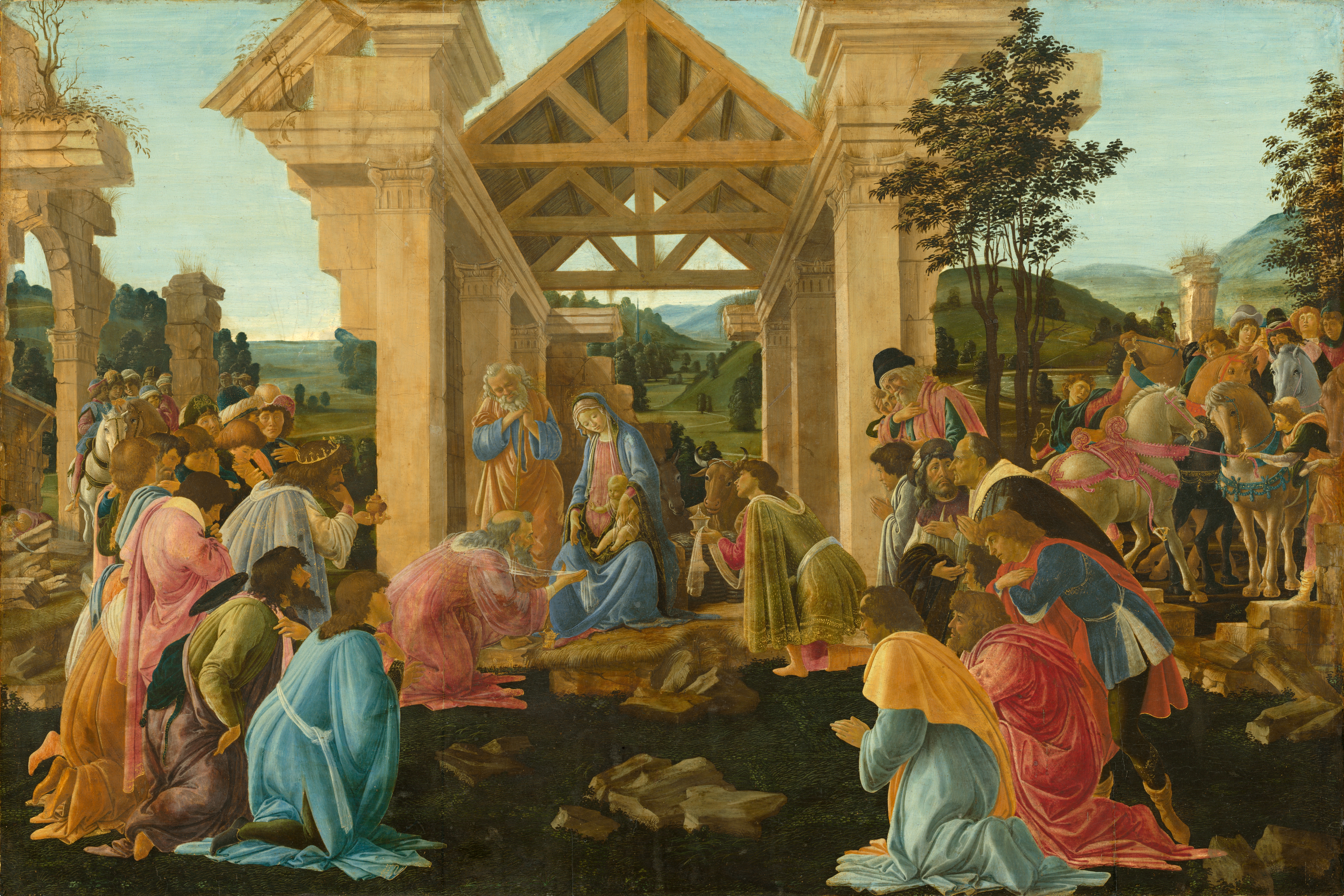
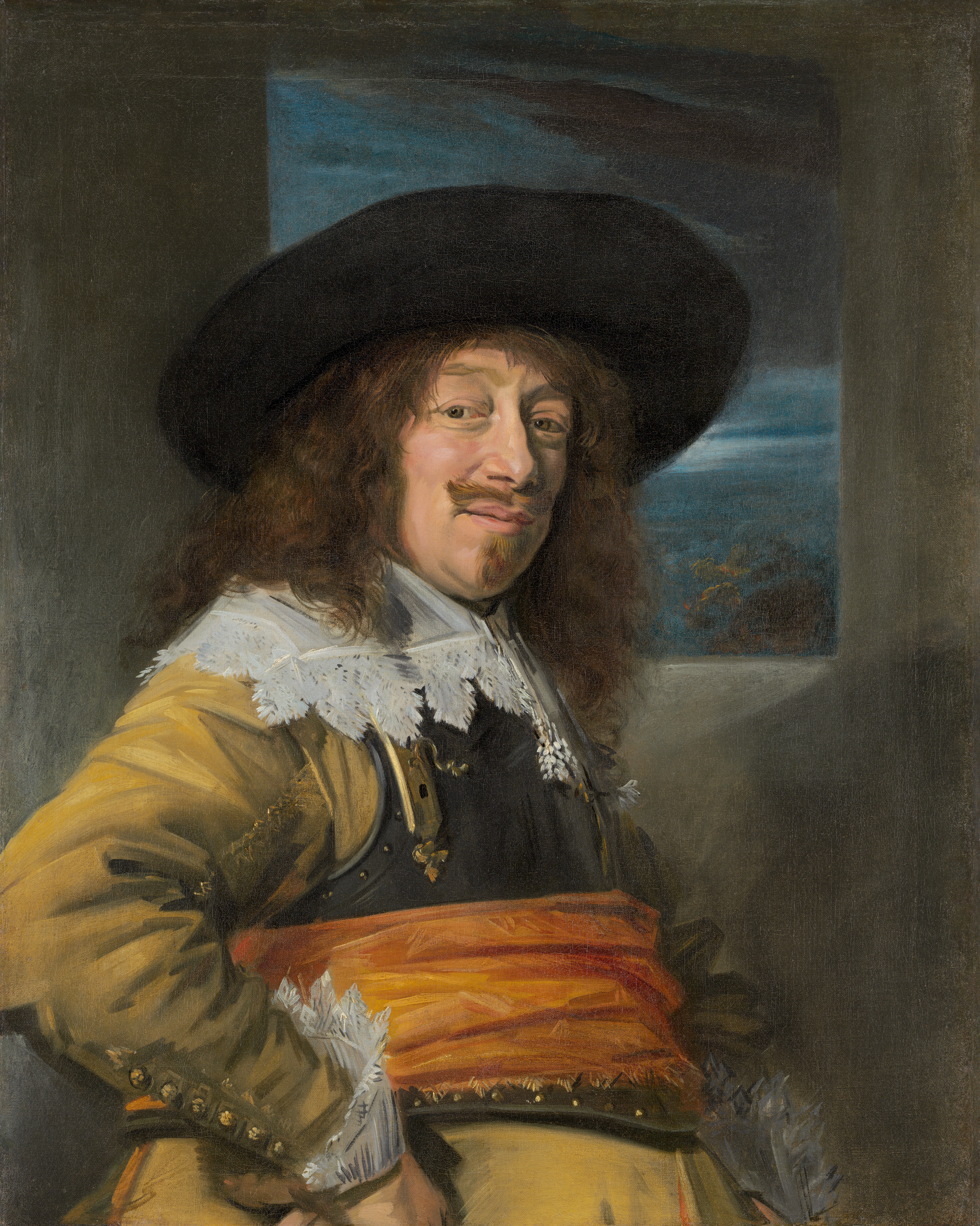
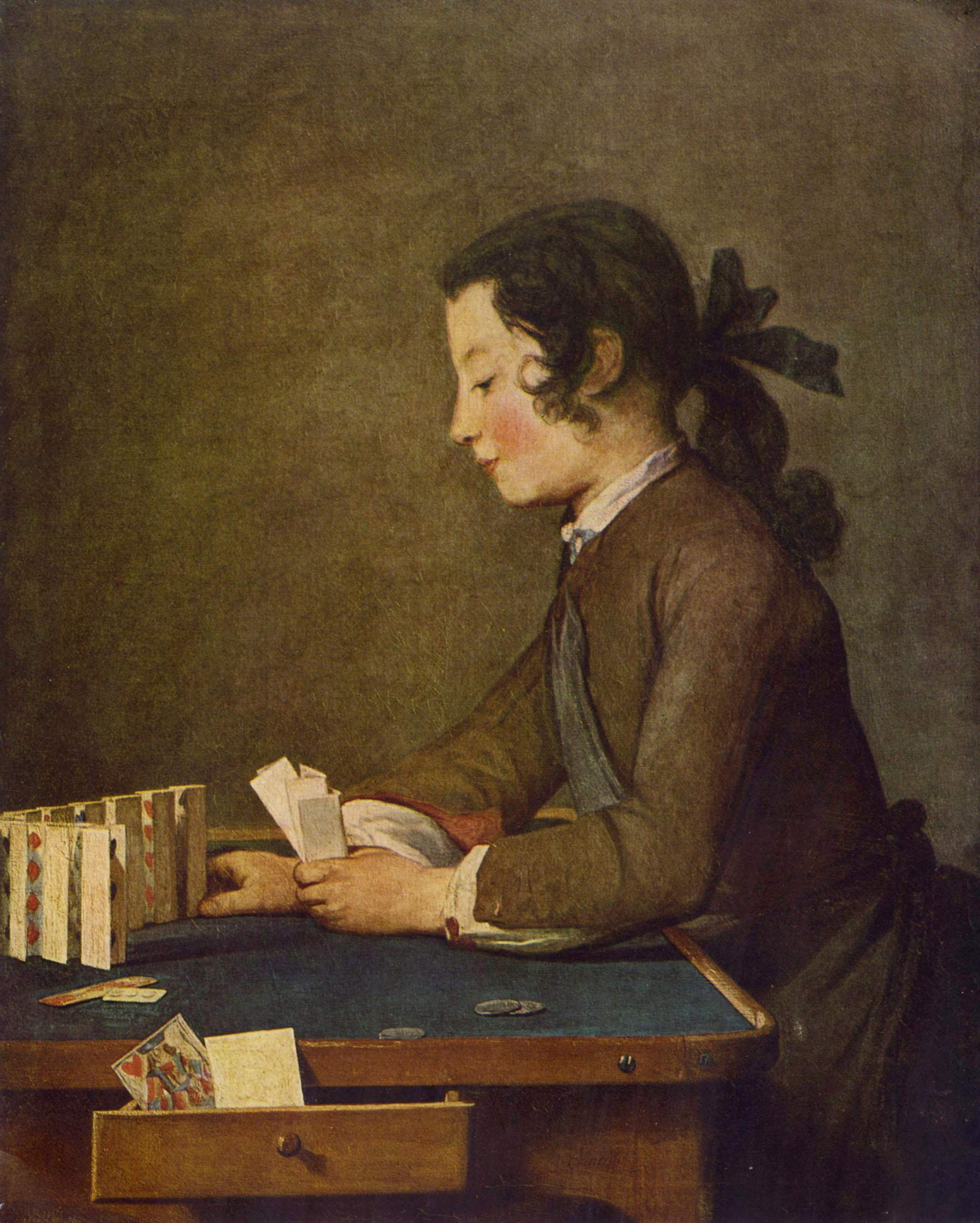

- Рембрандт, «Турок» (сьогодні атрибутована як робота майстерні);
- Ван Дейк, «Портрет фламандської пані»;
- Перуджино, «Розп'яття з Марією, Іоанном, Ієронимом і Магдаліною»;
- Рафаель, «Мадонна Альба» ($ 1 166 400);
- Тиціан, «Венера із дзеркалом» — всі придбані Меллоном.

Травень 1931

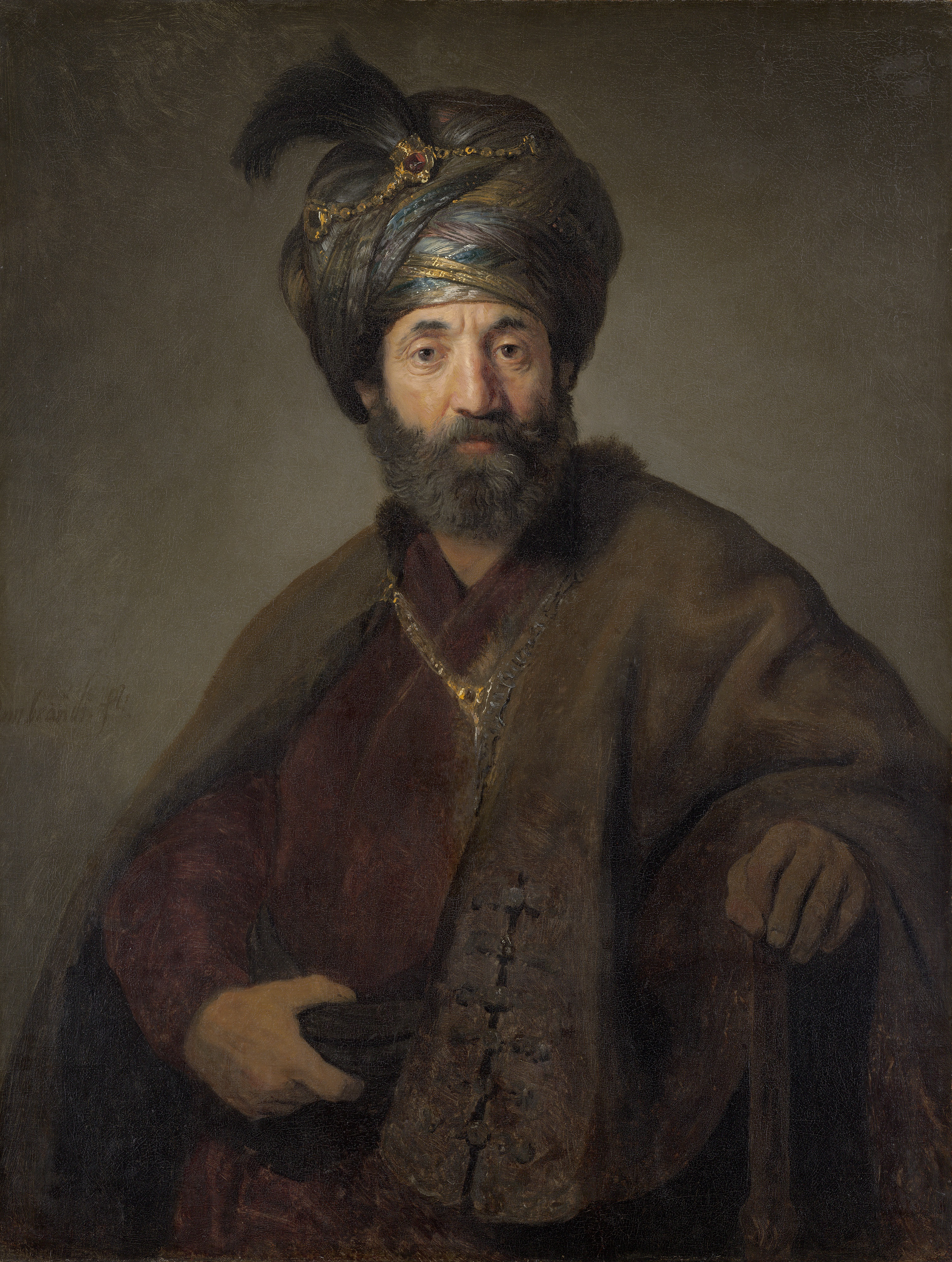
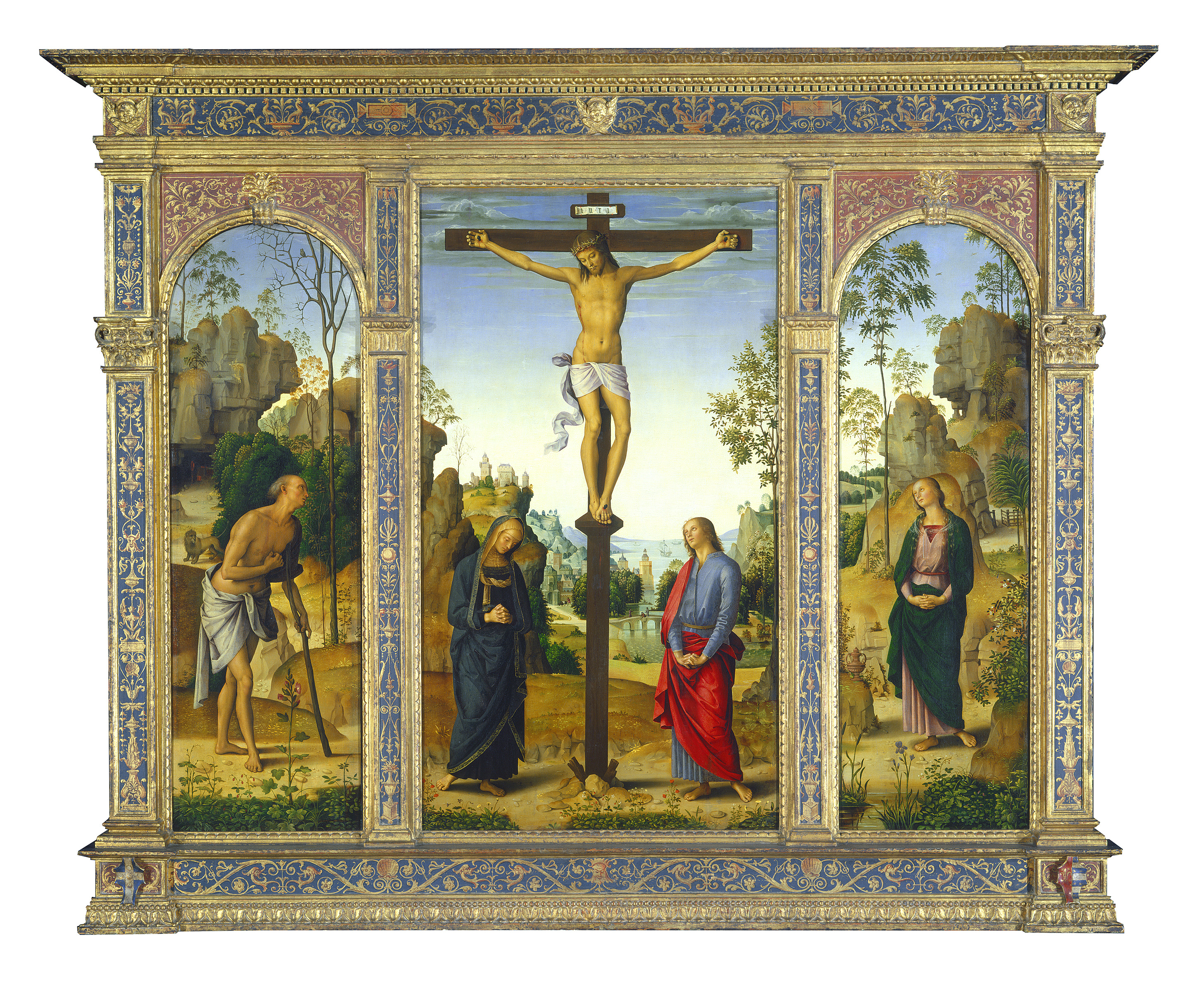
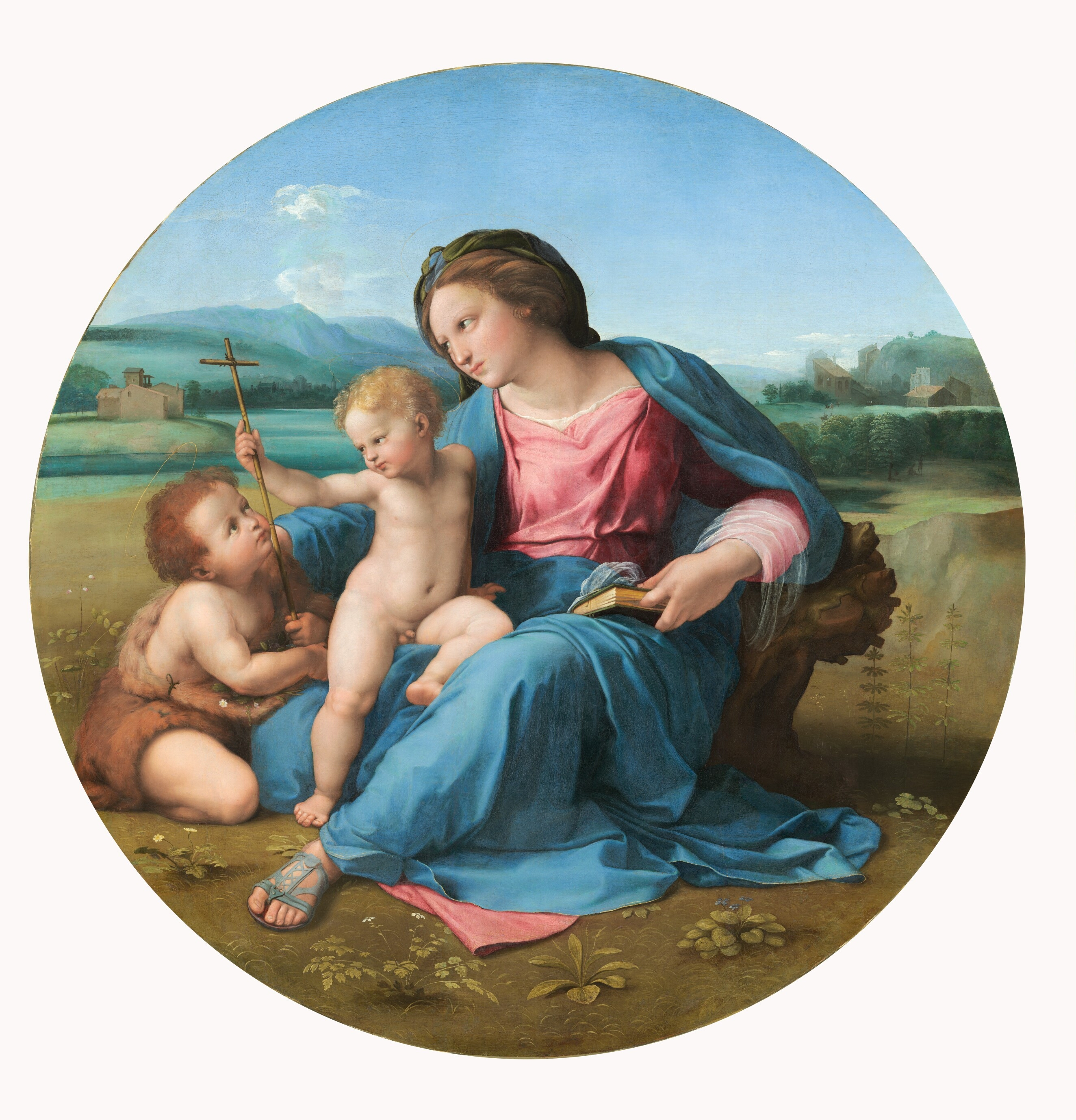
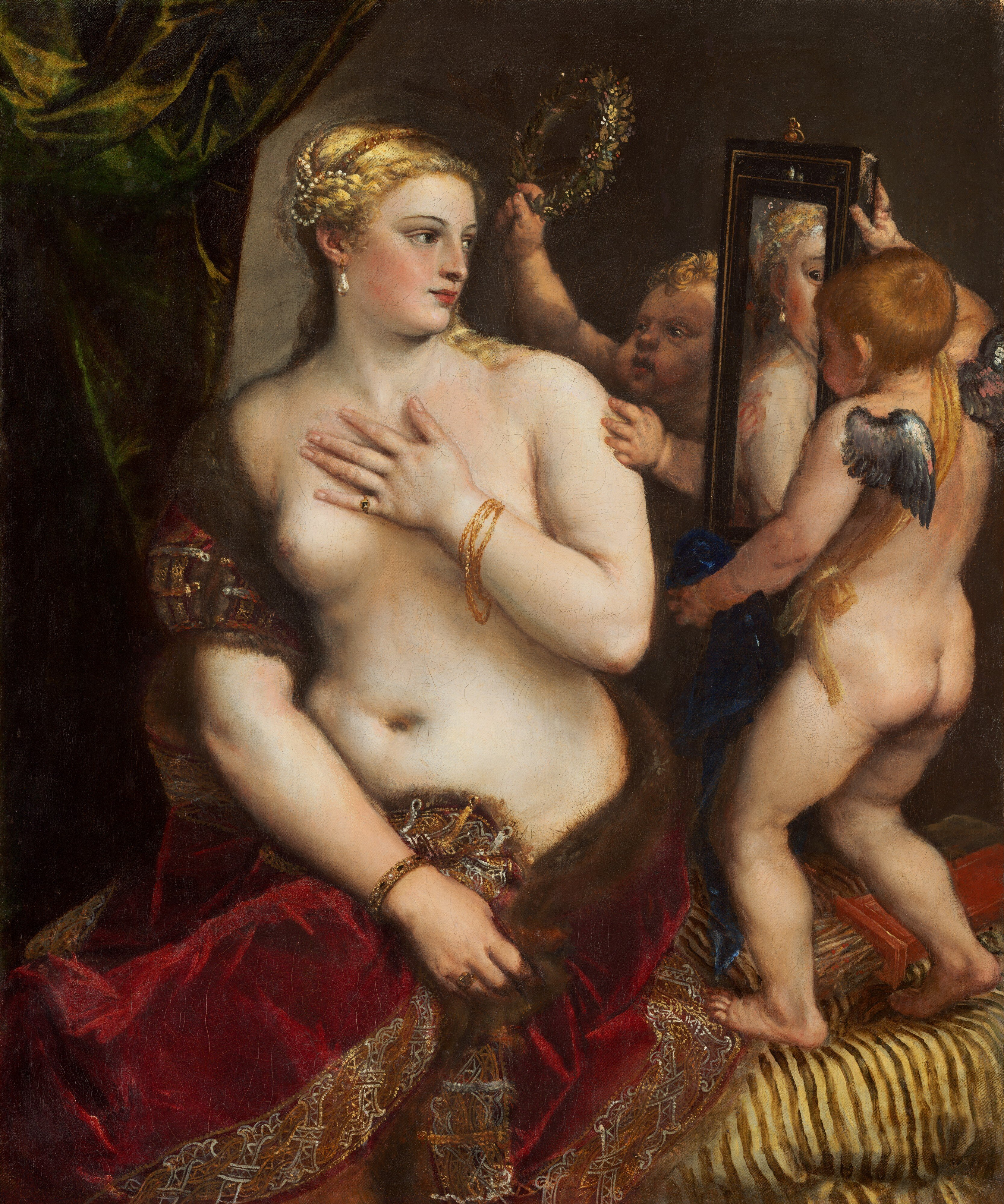

- Останній аукціон Лєпке в Берліні виявився провальним. «Святе сімейство» Андреа дель Сарто, «Портрет Трієста» Антоніса Ван Дейка, «Портрет Воронцової з донькою» Джорджа Ромні, «Алегорія Вічності» Рубенса — продані загалом за 613 326 доларів США. Повернуті до Ермітажу «Портрет Ніколаса Рококса» і «Портрет Балтазаріни Ван Ліннік» пензля Ван Дейка, «Христос і самаритянки у криниці» Рембрандта, полотна Пуссена, Буше, Лорена, Віже-Лебрена, Берне, Роббера, Грьоза, Белліні.

Після постанови Політбюро

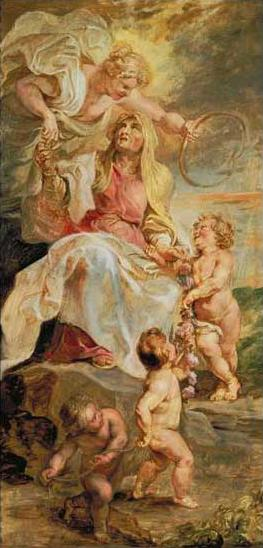

- Тьєполо, «Пір Клеопатри» (проданий Knoedler і галереям Colaghni, тепер в Національній Галереї Вікторії в Мельбурні, Австралія);
- Пуссен, «Тріумф Амфітрити» (проданий Музею мистецтв Філадельфії, США);
- Антоніс Мор, парні портрети «Портрет сера Томаса Грешема» і «Портрет Енн Фернлі, дружини сера Томаса Грешема» (аналогічно);
- Ван Ейк, диптих «Розп'ття» і «Страшний суд» (проданий нью-йоркському Метрополітен-музею. Більше «ван Ейків» в Ермітажі не залишилося)
- Рембрандт, «Зречення Петра» (проданий Міському музею Амстердама, Нідерланди);
- Платцер, «Концерт» (Національний музей у Нюрнберзі);
- Бургмайєр, «Портрет Ганса Шеленберга» (полотно придбав кьольнський Музей Вальрафа-Ріхарца).

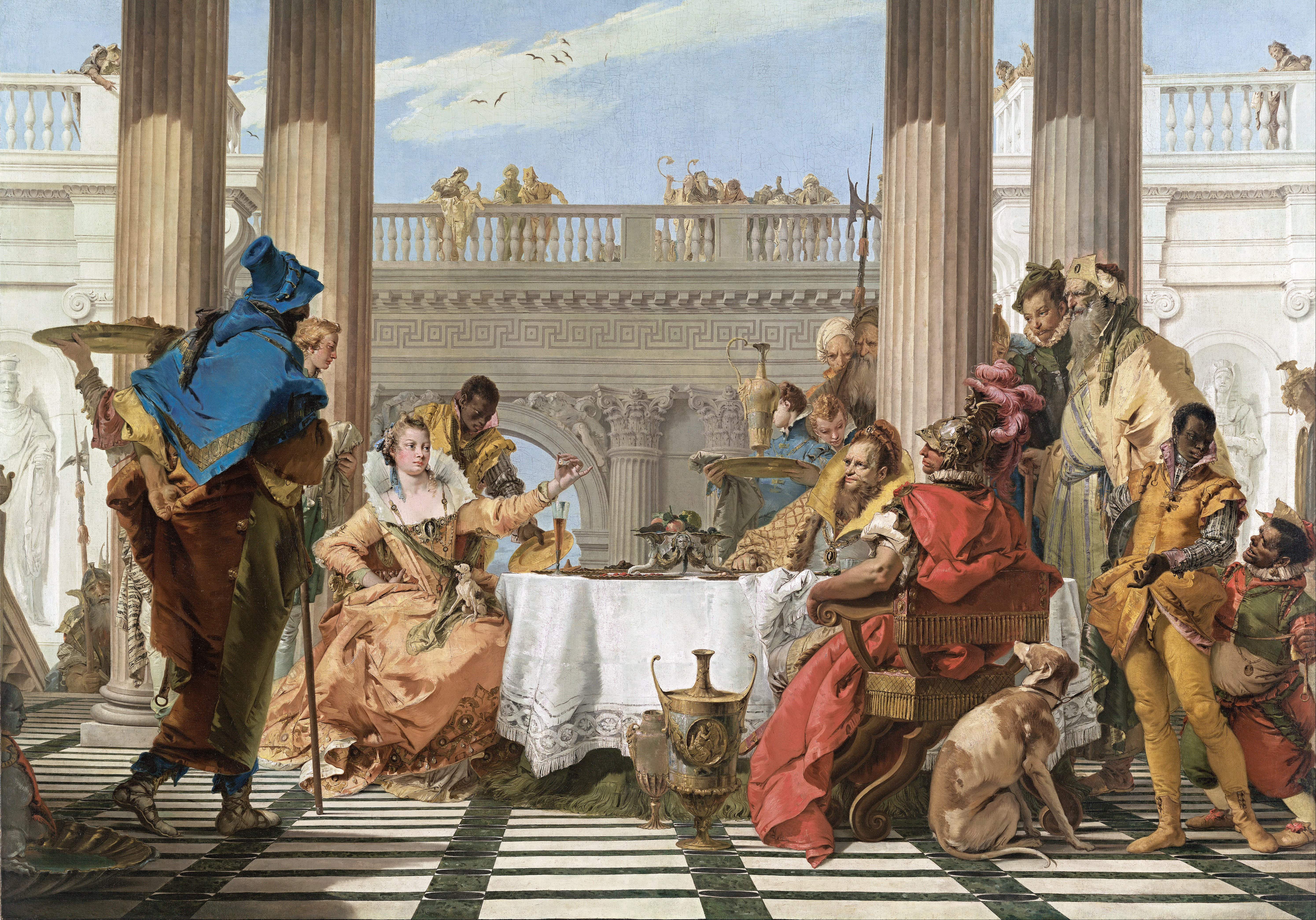
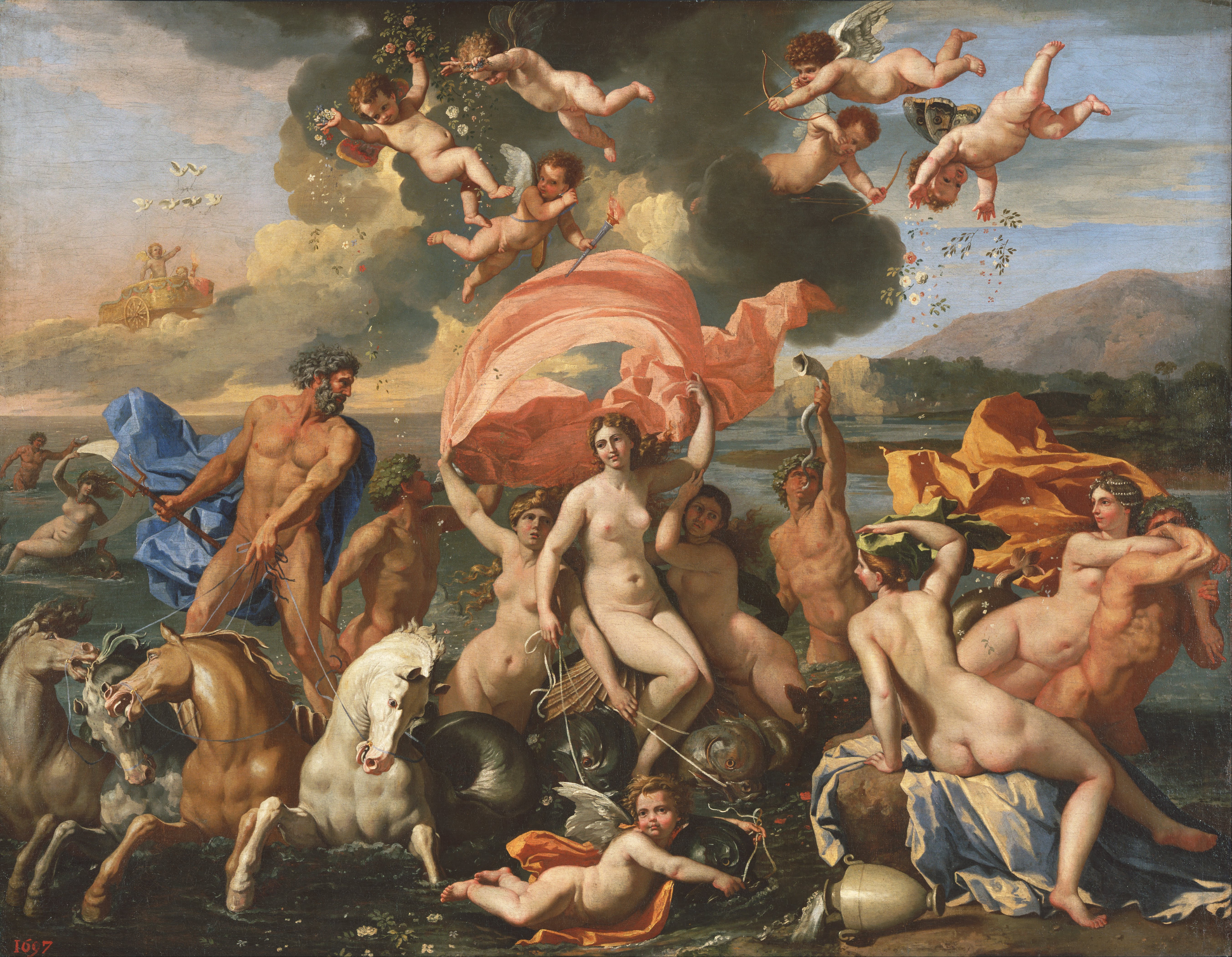
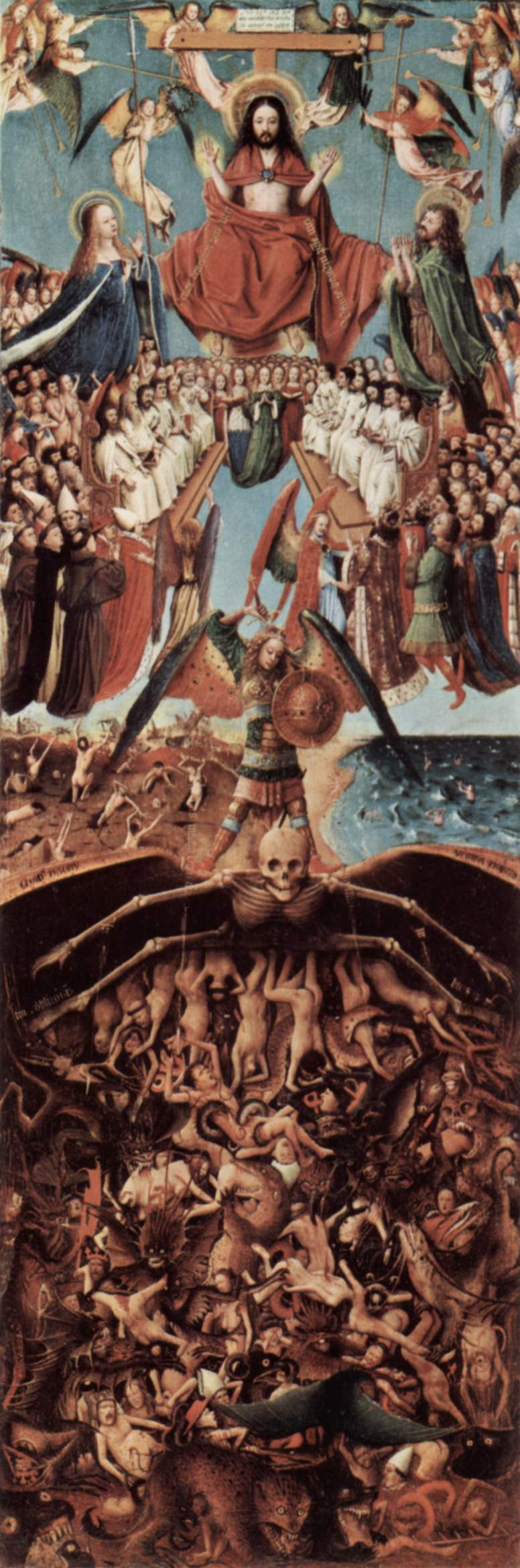
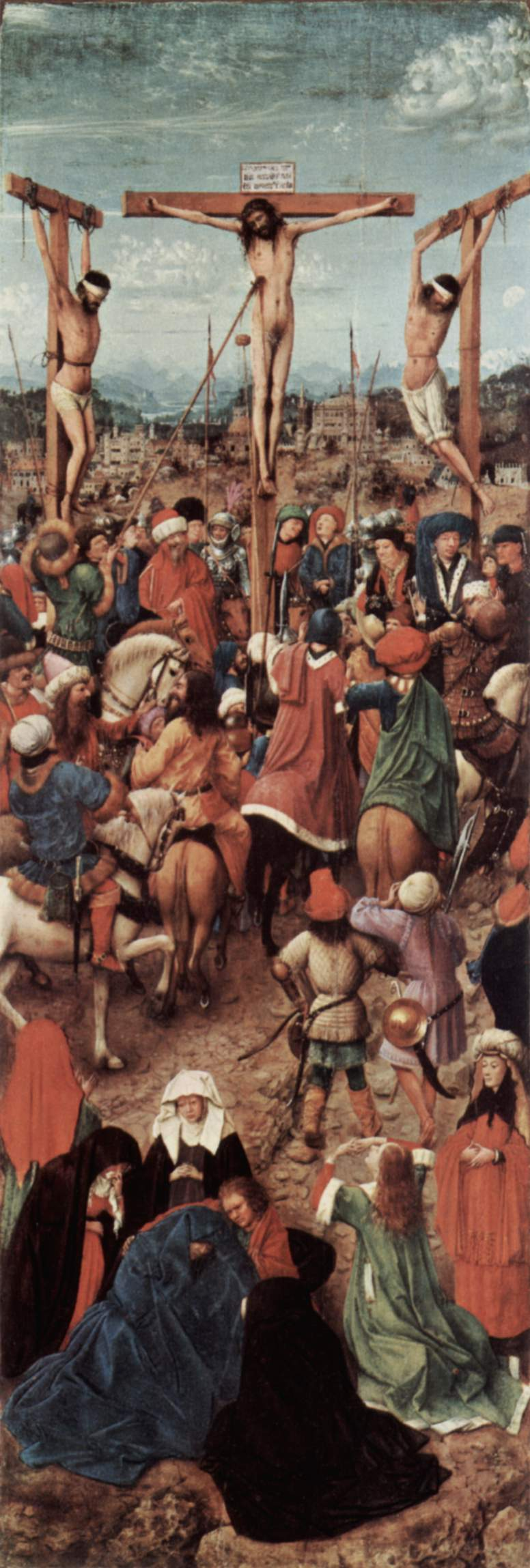
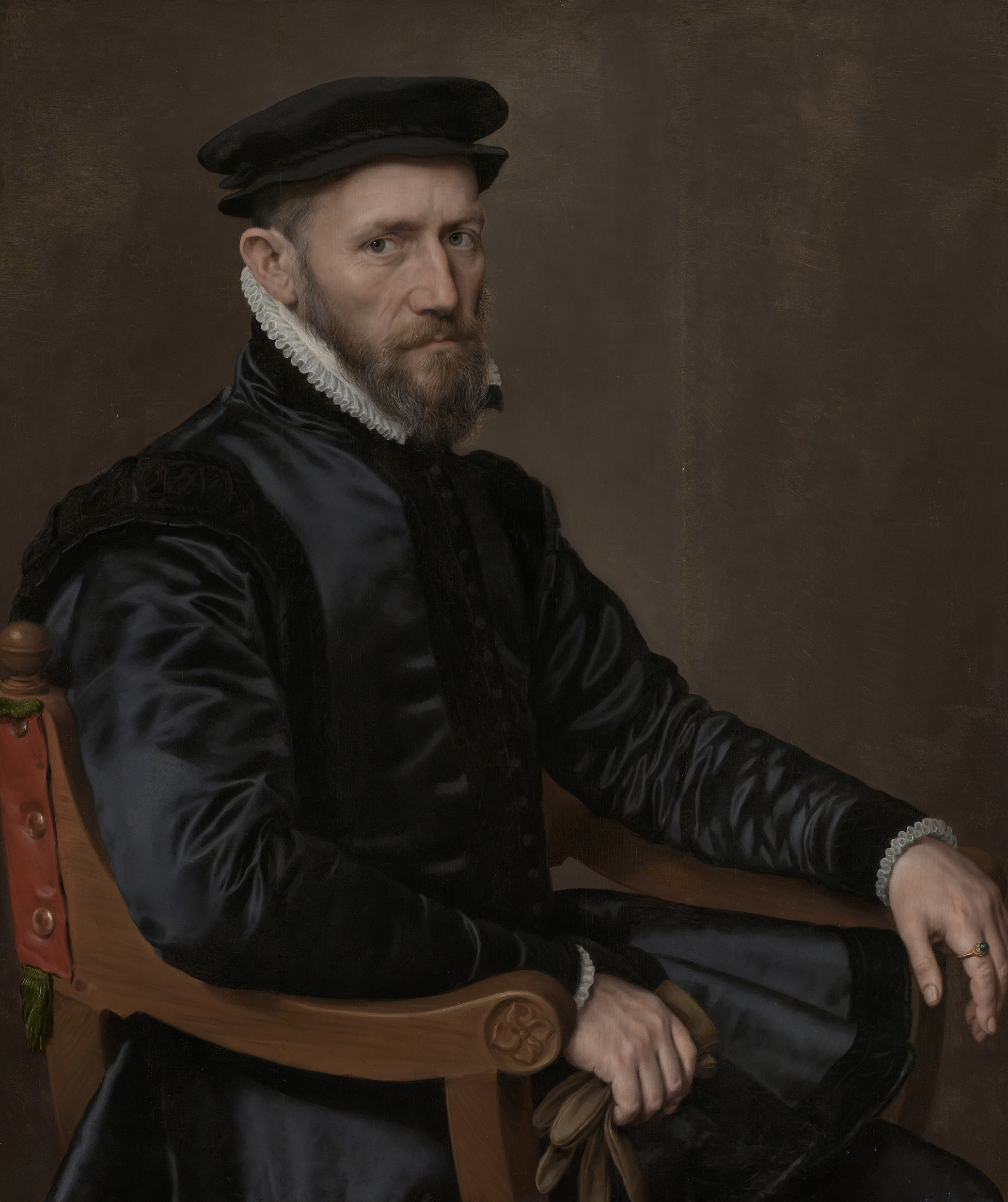
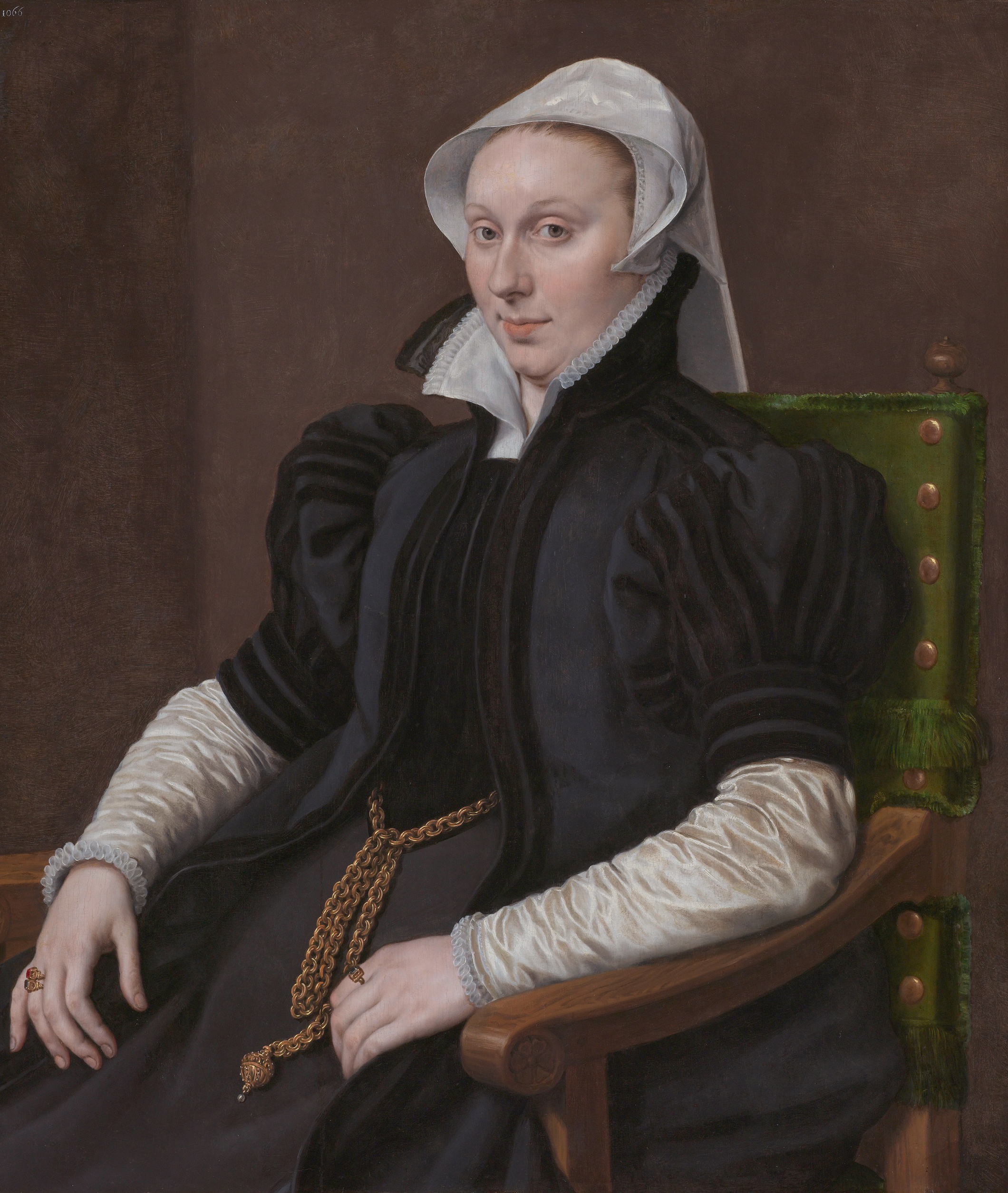
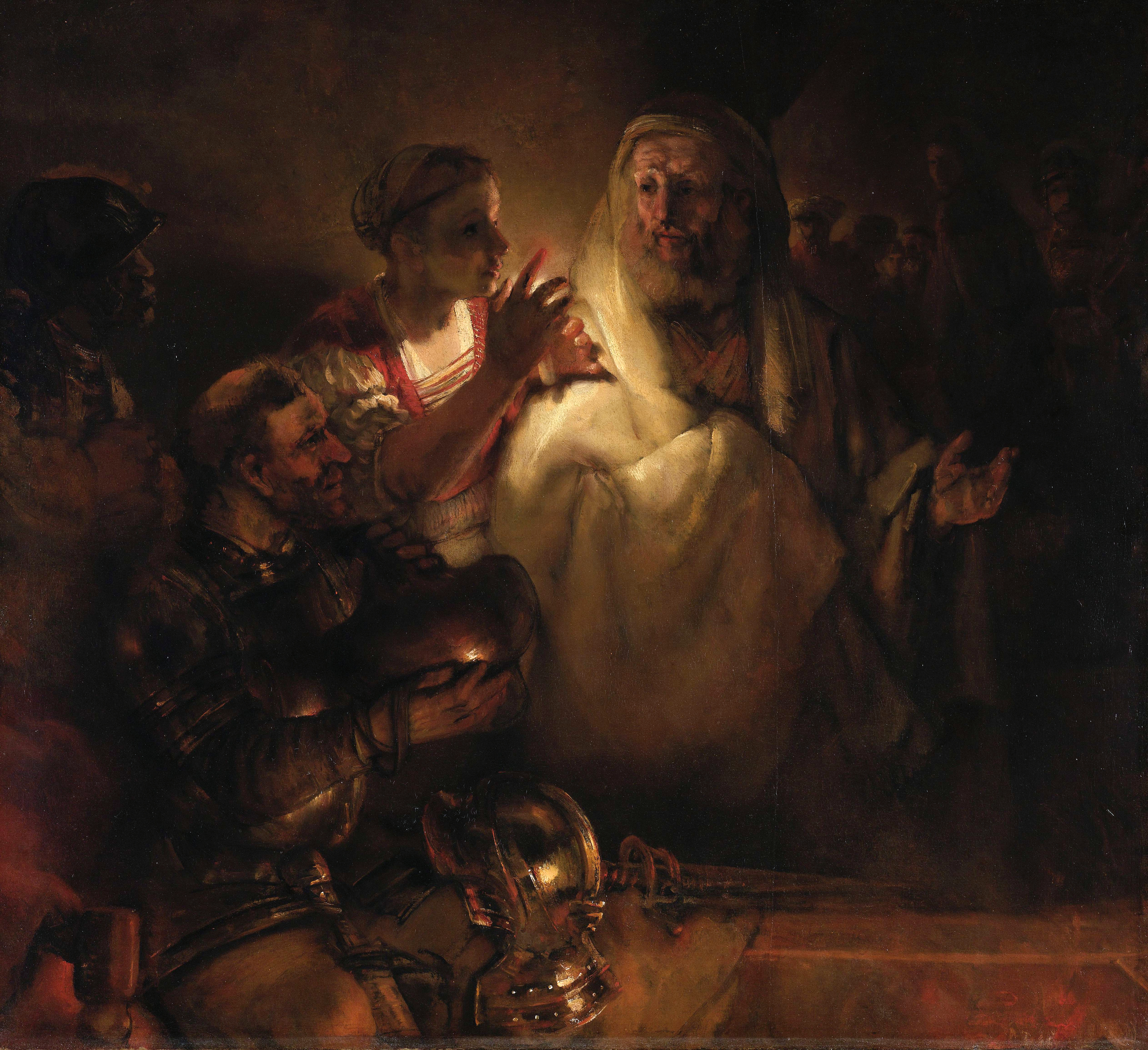

### Торговці
- Брати Арманд і Виктор Хаммер, Нью-Йорк
- «М. Кнедлер і К», Нью-Йорк
- Аукціон «Рудольф Лєпке», Берлін
- Ноундлери
- Colnaghi, Лондон

## Інші продажі експонатів у 30-ті роки
- Яйця Фаберже
- Синайський кодекс
- «Нічне кафе» — картина ван Гога

## Цікаві факти
- В фільмі «Корона Російської імперії, або Знову невловимі» показана рівно протилежна ситуація.
- У пролозі британського кінофільму Олександра Корди «Рембрандт», знятого через кілька років після розпродажу, стверджується, що «зараз картини Рембрандта не купити ні одному мільйонеру».

## Документальний фільм
- «Продать Эрмитаж. Как уходили шедевры». — Росія, 2008